# 奈良交通

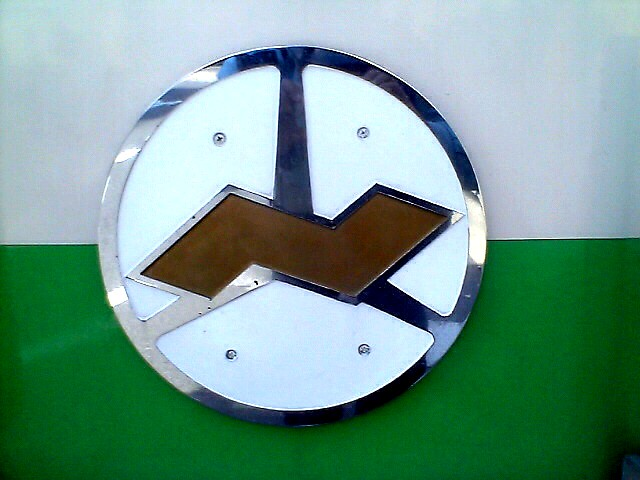
社章（1951年5月制定）

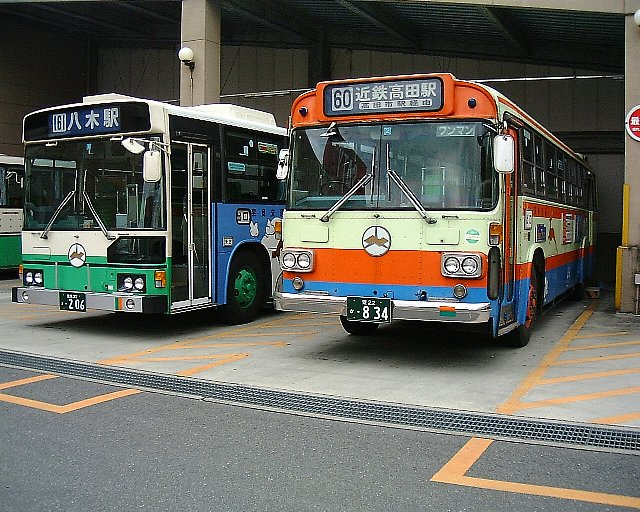
新旧塗色（2002年）

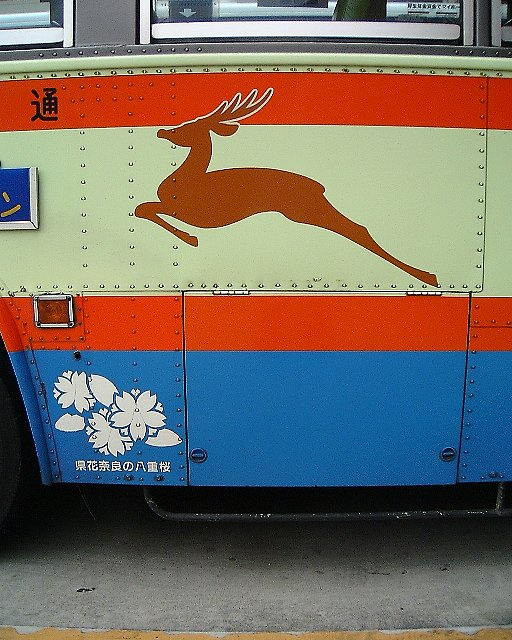
旧塗色車側面の「鹿マーク」（2002年）

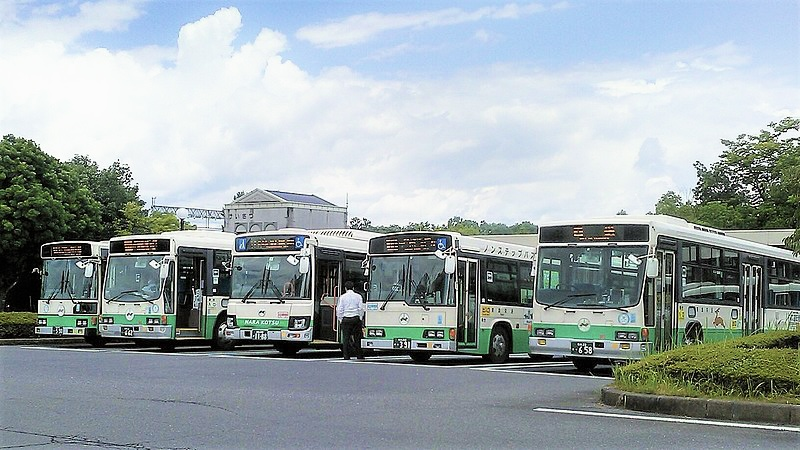
奈良交通の路線バス（高の原駅にて）

奈良交通株式会社（ならこうつう、英: Nara Kotsu Bus Lines Co., Ltd.）は、奈良県奈良市に本社を置き、奈良県を中心に路線バス、観光バス事業を行うバス事業者である。一般路線バスのエリアは一部京都府、大阪府、和歌山県にも伸びる。奈良県の路線バス事業をほぼ一手に引き受ける。主な子会社としてエヌシーバスなどがある。近鉄グループの一員（近鉄グループホールディングスの連結子会社、中間持株会社の近鉄バスホールディングス傘下）である。

## 概要
1929年1月創業の奈良自動車株式会社を中心に1943年に戦時交通統合により誕生。県内に散在するバス事業者を統合したため、設立より現在に至るまで奈良県の路線バス事業をほぼ独占している。
旧塗色時代から現塗色に至るまで、ごく一部の車両を除いて車体側面で跳ねる鹿の影絵がシンボルとなっている。近鉄バス・奈良観光バスとともに、近鉄バスホールディングス（旧けいはんなバスホールディングス）グループに属している。
北部では学園前駅や生駒駅などからの新興住宅地への通勤輸送が好調だが、近鉄けいはんな線の開業により従来の路線を大幅に変更した。一方で地形の問題から山間部の路線を非常に多く抱え、そうした事情からも古くから飲食店経営など事業の多角化に力を入れている。特に中南部では2004年時点で本数僅少な路線を中心に廃止、自治体への移管が相次いでいる。2006年10月1日、過疎路線の再編を実施、宇陀市内の一部路線をコミバス化するなど市町村との連携をさらに強化している。また2007年から橿原市コミュニティバスが運行されるなど、奈良県内などでコミュニティバスの受託運行も行う。また、定期観光バス、スクールバスや社員送迎バスなどの運転者派遣業務も行っている。
- 営業距離：4,905km（夜行高速バスを含む）
- 走行距離：1日平均約8.1万km
- 輸送人員：1日当り約12万人
- 運行路線数：184路線
  - 上記数字は2023年3月31日時点（2022年度実績）

## 歴史

### 創業期
奈良交通の直接のルーツとなるのは、1929年1月に設立された奈良自動車であるが、奈良交通が営業エリアとする奈良県内における乗合自動車（路線バス）の運行は、1917年5月25日に桜井駅と宇陀郡松山町（現・宇陀市松山地区）を結ぶ路線として松山自動車商会により運行されたものに端を発する。これは、関西本線の前身である関西鉄道の駅から山間部への路線として開通したものである。
折りしも吉野鉄道や大和鉄道、大阪電気軌道（大軌）、信貴生駒電鉄が次々と開業した時期であり、この後1917年10月に明司自動車が開業した畝傍駅と橿原神宮を結ぶ路線、1919年に南和自動車により開設された五条駅と下山口を結ぶ路線など、多くの路線が同様に鉄道の主要駅から山間部へ向かう路線として開設された。奈良市内におけるバスの運行開始は郡部よりも遅く、1927年に奈良市長により設立され、1928年1月1日より奈良駅と春日大社を結ぶ路線を定員10名のシボレー5台により運行開始した奈良市街自動車がはじまりとなる。
古来より奈良は観光地として栄えてきたが、奈良市に隣接する春日奥山には1901年に周遊探勝路が開設されていた。これを奈良県が自動車の通行を可能にするために整備したが、大軌はこの整備費用の大半を寄付した上で、1929年5月25日より「春日奥山周遊バス」の運行を開始した。これは純然たる路線バスの形態を採っており、途中での乗降も可能であったほか、途中下車と乗り継ぎが自由に設定されていた。これが奈良定期観光バスの始まりであるとともに、観光地周遊バスの原型であるともいえる。なお、この周遊バスは大軌直営として最初のバスであったため、のちの近畿日本鉄道のバス事業、すなわち現在の近鉄バスの原点でもある。1932年には若草山の山頂へ路線を延伸している。

### 戦前の自主統合の動き
この時期、奈良県内には鉄道路線が相次いで開業し路線網を構築していったが、同時にバス路線も次々と開設され、1933年に自動車交通事業法が施行された時点では28社が路線バスを運行していた。零細事業者の乱立は競合を招くことになり、1919年に開業した南和自動車が大正末期に経営が行き詰まり解散するなど、事業の改廃も目立った。バス事業者の統合への動きには近畿日本鉄道の前身となる鉄道企業も大きくかかわっている。
1929年には大軌が吉野鉄道を合併するのと同時に、吉野鉄道のバス事業は大軌が継承することになり、大軌吉野線自動車が発足した。大軌吉野線自動車は川上線を延長した上で、上北山村の今西茶屋で北山自動車、五郷乗合自動車（三重交通の前身の一社）と連絡して三重県側の紀伊木本駅までを結ぶことで、この時期すでに紀伊半島の縦断ルートを形成していたことが特筆される。この北山自動車は1927年5月に設立されているが、1933年には郡司自動車を買収して営業エリアの拡大を行い、大軌吉野線自動車との競合も生まれることになる。1930年には参宮急行電鉄が鉄道とバスの一貫した輸送体系を構築するべく、松山自動車商会の路線を譲り受けた上で室生自動車を設立した。1933年には榛原付近で営業していた植田自動車を買収して参急自動車とした後、1935年に室生自動車と合併させた。
一方、1929年1月には兵庫県の自動車会社の出資により奈良自動車が設立され、中田富次郎らの個人営業により運行されていた奈良駅と法隆寺を結ぶ路線を譲り受けた上で開業した。その後1932年までの間に他社の買収と合併を繰り返すことで、奈良市内と周辺部に営業エリアを拡大した。しかし事故の補償などにより経営が悪化したため、全株式を大軌に譲渡することで大軌の傘下に入ることになった。その後も他社の買収と合併を続け、1936年には奈良市内のバスは同社に一元化された。

### 戦時統合
1937年の日中戦争勃発により戦時体制に入ると、ガソリンの供給規制が行われることになったため、1938年に奈良自動車が木炭バス2台を導入、以後バスの代用燃料化が進められる。この過程では、木炭ではなく薪やコーライトなどを使用する代用燃料車両も登場している。そうした中においても、これまで同様の運行を継続する動きもあった。1938年9月に大軌は「春日奥山周遊バス」を奈良自動車に譲渡し、1939年8月には大軌と奈良自動車の共同出資により大和観光自動車を設立し、1940年1月1日より定期観光バス2コースの運行を開始した。しかし、同年10月にはさらに燃料事情が悪化し、これらの定期観光路線バスも運休を余儀なくされた。
1938年に陸上交通事業調整法が公布され、大阪市とその周辺が対象地域として指定されたことにより、政策的に事業者の統合が進められることになった。県北部の統合主体は大軌傘下の奈良自動車が指定され、1939年に月ヶ瀬村の月瀬遊覧自動車をはじめとした3社を合併したのをはじめとして、1942年までに合計8社を合併したほか、ハイヤー・タクシーについても統合を進めていった。
一方、県南部では大軌吉野線自動車をはじめとする4社が存在したが、いずれも燃料事情の悪化により経営状況が逼迫していたことから、奈良県の斡旋により交渉が行われ、1940年4月に大軌吉野線自動車と郡司自動車の現物出資による吉野宇陀交通が設立された。吉野宇陀交通は参急自動車と宇陀吉野自動車の株式を譲り受けた上で、1941年に2社を合併させることで東和自動車を設立、さらに1942年に吉野宇陀交通に合併させるという方策を採った。また、吉野郡には大峯自動車・吉野自動車などの4社が存在していたが、1938年に普賢自動車と南和乗合自動車が合併して普賢南和乗合自動車となり、大峯自動車は吉野自動車の全株式を取得し傘下に収めた。1942年11月には、この吉野郡の3社の株式を全て関西急行鉄道（関急）が取得し、関急ではこの3社の経営を吉野宇陀交通に委ねた。
この時点では関急大阪線を境に、県北部と県南部に分けて統合し、二元化を図る予定であったが、1942年の陸運統制令に基づく運輸省通牒では、奈良県は全県1社に統合するという方針が示された。1942年11月の時点で、既に奈良県内の全てのバス事業者が関急の傘下にあったことから、実質的にはグループ会社間の事務折衝のみとなり、1943年7月1日に奈良自動車が他の4社を合併した。同年7月23日には社名変更により奈良交通が発足したのである。

### 戦後の復興
統合により、奈良交通は路線キロ合計が1000kmを超える一大事業者となっていたが、戦時中には満足な営業が出来る状況にはなく、終戦の1945年時点で営業していた路線キロ数は506.8kmでしかなかった。また、稼動可能な車両も119台中72台しかなく、状態も劣悪であった。こうした状況から、戦後はまず車両の復旧に尽力し、1946年6月の笠置線の再開を機に、順次休止路線の復活を進めた。この時、早期復旧が困難な路線においては、公益性の低い路線は廃止されている。その一方で、1948年には三重交通との相互乗り入れにより小口と紀伊木本を結ぶ路線の運行を開始した他、1949年には近畿日本鉄道との相互乗り入れによる大阪阿部野橋駅行き急行バスを運行するなど、他社との相互乗り入れにより路線網を拡大した。1950年には奈良市内循環バスの運行も再開され、流線型キャブオーバーバスが投入されている。
復興が軌道に乗った1947年10月には「春日奥山周遊バス」の運行を再開し、定期観光バス事業も順次復活させていった。「春日奥山周遊バス」は当初は代用燃料車を使用し、運行も休日のみであったが、1948年には天井が開閉する構造のロマンスシート車両を投入し、平日にも運行されるようになった。また、1950年には「奈良市内名所めぐり」定期観光バスを新設した。
一方、1949年には貸切バス事業も開始した。当初は外国人観光客や連合軍関係者のみが対象であったが、1951年には営業範囲の制限が解除され、学校の修学旅行や一般団体も対象となった。既にこの時期に、オフシーズン対策として初詣、海水浴やスキーなどの会員制ツアーバス企画を打ち出していることは特筆される。1953年には事業区域は奈良県内全体に拡大され、1960年には大阪営業所を設置し大阪府内にも貸切事業を拡大、1961年には京都府にも営業所を設置した。

### 長距離輸送展開
1961年には全ての車両が大型ディーゼルバスとなった。この年、奈良市内に均一地帯制運賃を導入するとともに、市内定期券の設定などで利便性の向上を図った。折りしも奈良ドリームランドの開園により、利用者が急増している。
既に奈良交通では1954年に奈良から下市・上市に向けた急行バスを運行しており、1958年には奈良と五条を結ぶ急行バス路線が開設されていたが、同時期には十津川村を経由する国道168号と169号の改修も進んでいたことから、五条と新宮を直通するバスの運行を計画した。このルートへの路線バス開設は5社競願となったが、最終的には奈良交通・国鉄バス・熊野交通という沿線3社に免許が下りた。これを受け、1963年3月1日より奈良大仏前と新宮駅を結ぶ特急バスの運行が開始された。また、戦前に路線が開設されていた通称「北山ルート」についても、1961年に奈良大仏前と熊野市駅を結ぶ急行バスの運行を開始、これを三重交通との協定で1963年2月28日より新宮駅まで延長運転を行なった。ここに、奈良交通は紀伊半島縦断路線を2ルート有することになった。
一方、大台ヶ原ドライブウェイの完成に伴い、1961年には上市から大台ヶ原への直通バスの運行を開始した。この路線は1969年には学園前駅からの直通となった。この他にも、1965年には五条と京都を結ぶバスの運行を、1966年には名阪国道経由で天理から上野市を結ぶ急行バスの運行を開始しているなど、この時期の奈良交通では長距離路線の開設が目立った。

### 沿線環境の変化に対応
しかし1960年代以降、日本全国のバスを取り巻く環境に変化が生じるようになる。それはベッドタウンの外延化にともなう輸送力増強と、モータリゼーションの進展に伴う自家用車の増加、それに伴う道路渋滞と過疎地のバス利用者減少である。特に奈良交通の営業エリアにおいては、輸送力増強を要する都市型バス路線と過疎地のバス路線、さらには観光輸送のバス路線などが並存しており、これらの改善を並行して進める必要が生じたのである。

#### 都市部の輸送力増強とマイクロバス展開
1962年には奈良市内循環線で初めてワンマン化を導入、以後均一運賃区間の路線への展開を進めた。多区間運賃路線については、奈良と五条を結ぶ特急バスにおいて、あらかじめ乗車券を購入する方式によるワンマン化を行なったほか、1966年には整理券方式によるワンマン化を試験的に導入、翌1967年より本格導入を開始した。1971年には後方監視カメラ付きバスを日本で初めて導入し、山間部の路線においてもワンマン化を進めた。
近鉄奈良線の通勤事情が1964年の新生駒トンネル開通や難波乗り入れで向上したことから、1965年以降には学園前地区を中心に大規模なベッドタウン開発が行なわれた。これを受けて学園前地区の路線網は急速に拡大された。この過程で3扉車を使用し、学園前駅発は後払い、学園前駅行きは先払いとすることで学園前駅での乗降をスムーズにするというワンマン方式が導入された。
他の地区でも1973年の国鉄関西本線の電化などをきっかけにベッドタウン輸送が増強され、これに対応するために営業所の新設も行なわれた。中でも1978年に開設された北大和営業所は、隣接して新生駒営業所という別の営業所を新設するという、日本では例が少ない同一のバス事業者による2営業所隣接体制として特筆される。これらのベッドタウン輸送は、その後の奈良交通にとって路線バス収入の要となった。
1973年に近鉄バス上狛営業所管轄の京都府南部路線（山城線、東畑線、生駒木津線、上野線等）を近畿日本鉄道から譲受し奈良営業所の所管となった。
初めてスケルトン車が導入されることになった1983年、創立40周年記念としてカラーリングを変更した。

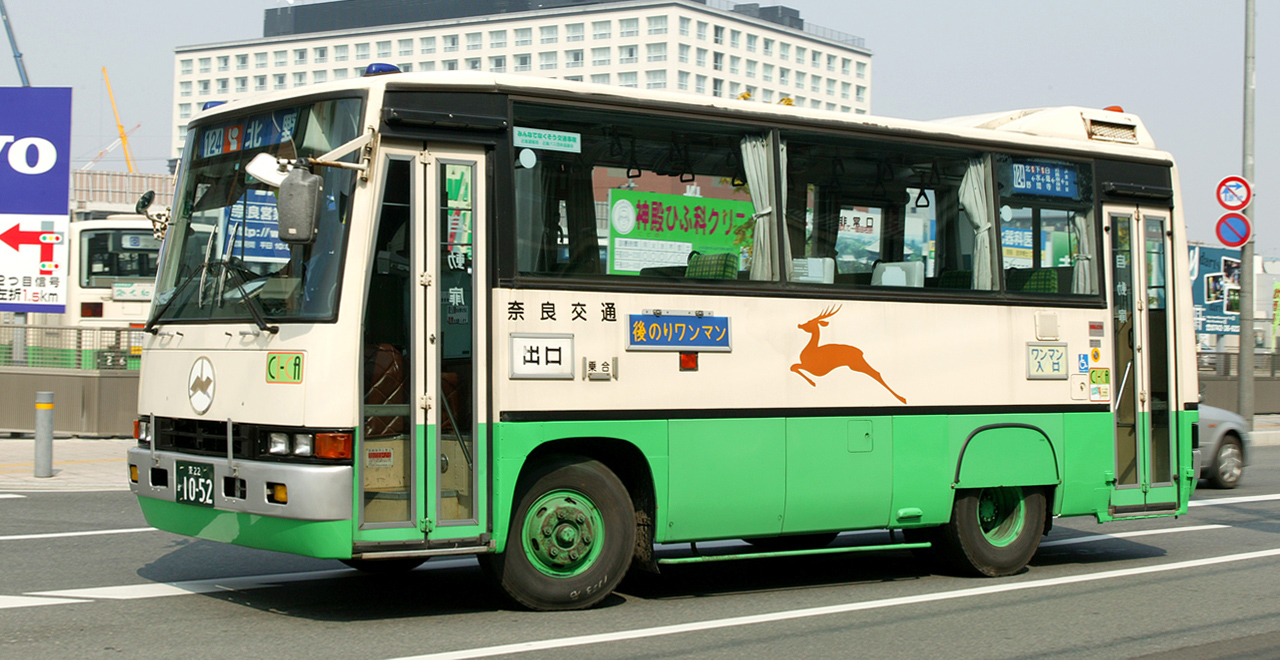
立席を前提とした2扉マイクロバス

この時期の特徴的な施策としては、マイクロバスの積極的な導入が挙げられる。奈良交通では狭隘路線や不採算路線などに積極的にマイクロバスを導入し、利便性の向上を図った。その過程で1986年から導入が開始された立席を前提とした2扉マイクロバス（いすゞ・ジャーニーQ）は、日本では奈良交通が初めて導入したものである。これにより道路整備が不完全なまま団地が造成された際に、道路整備を待たずにマイクロバスで団地路線を開設することで、団地住民のマイカーへの逸走を抑えることが可能になった。
この施策をさらに効率的に進めるべく、1988年3月にはマイクロ路線バス専門の子会社としてエヌシーバスを設立した。

#### 過疎地の路線維持
一方、過疎化とモータリゼーションにより乗客が減少していた山間部においては、1975年に東吉野村でのスクールバスの運行受託を開始したほか、1980年には十津川村において村内ローカル路線の存続とスクールバスの効率化を同時に解決するため、支線を全て十津川村営バスとした上で、全ての運行業務について奈良交通が受託するという方法を採用した。この方式は「十津川方式」とも呼ばれ、日本のバス業界において注目を集めた。これ以後、自治体バスの運行などを積極的に受託している。
また、1984年には都祁村などで、村内路線をマイクロバスにした上で幹線路線との乗り継ぎを行う方法を導入した。
なお、1988年4月には和歌山県太地町の南紀開発がバス事業を廃止したことから、奈良交通が路線バスと貸切バス事業を継承しており、奈良交通にとっては新たな事業展開となった。

#### 観光輸送の強化
定期観光バスにおいては、1970年以降は観光客のニーズにも変化が生じたため、時流などを見定めたコース新設が目立つようになった。1972年に高松塚古墳の壁画が発見され注目を集めたことに対応し、1975年に「飛鳥路史跡めぐり」コースが新設されたのをはじめとして、1982年からは季節コースの設定も行なわれた。さらに、観光キャンペーンにあわせた特別コースも設定されるようになった。
また、1979年には定期観光バス運行50周年を記念してボンネットバスを投入したほか、1985年には天井をガラス張りにした車両が「奈良公園名所めぐり」に投入された。1987年には、定期観光バスのバスガイド制服を天平風スタイルに変更した。
貸切バスについては、1970年の大阪万国博覧会以降、大型需要は減少したものの、修学旅行などの固定的な需要があったことや、大阪都市圏という需要発生源を控えていることから、大きく発展することになり、営業基盤も強化されていった。

### 新時代へ向けて

#### 高速バスへの参入
1988年8月、奈良交通では高速バス事業に参入した。まず関東バスとの共同運行による夜行高速バス「やまと号」を運行開始した。その後も1990年までに首都圏へ4路線を新設したほか、福岡線も1990年に開設した。また、1994年には関西国際空港へのリムジンバスの運行にも参入し、1998年には伊丹空港への路線も開設している。
しかし路線を取りまく環境の変化により、福岡・埼玉への路線は2000年までに休止となったほか、利用客の多い新宿線にはダブルデッカー（エアロキング）の投入も行われた。

#### 合理化とバリアフリー対応
1992年にカラーリングを再変更。
1990年代後半以降はコストダウンを目的とした路線再編が行なわれ、路線廃止やエヌシーバスへの移管・管理委託が進められたほか、奈良交通が運行受託する自治体バスへの転換も行なわれた。また営業所の統廃合も行なわれ、2営業所隣接体制は1998年に解消された。
その一方で、都市部の路線バスについては改善が進められ、バリアフリー対策として1994年に車椅子リフト付き車両を導入したのを皮切りに、車両の低床化も進め、1997年にはワンステップバス、1999年にはノンステップバスも導入された。

#### 2000年代以降
2000年には鉄道との連絡定期券が新設されたほか、2001年には高齢者用定期券も新設した。また同2001年には奈良市がオムニバスタウンに指定された。2006年には近鉄けいはんな線の開業により大幅な路線再編を行った。観光客輸送についてもパークアンドライドへの取り組みを進めているほか、2007年3月1日からは奈良市内循環線にレトロ調をイメージし車体に奈良を代表する鹿をデザインした「バンビーナ（愛称）」を運行開始した。
2007年10月1日からは近鉄バス、奈良観光バスと共に、近畿日本鉄道が設立した中間持株会社（連結子会社）のけいはんなバスホールディングス（現：近鉄バスホールディングス）の傘下に移った。
「駅すぱあと」CD-ROMの2006年10月版より、奈良交通・エヌシーバスの路線および運賃が検索できるようになった。

## 支社・主要事業所
- 旅行事業部・貸切バス事業部（本社住所に同じ）
- 東京支社（東京都台東区台東一丁目）
- 大阪営業所（大阪府東大阪市布市町）
- 奈良貸切営業所（大和郡山市白土町）
- 定期観光バス近鉄奈良案内所（奈良市中筋町）
- バスの前方および後方のバンパーにシールが貼ってあり、所属営業所がわかるようになっている。
- 京都営業所
  - 所在地： 京都府宇治市槇島町
  - バンパーシール： 青色の丸
  - 所管路線： 京田辺周辺など
- 平城営業所
  - 所在地： 奈良市左京
  - バンパーシール： 黄色の丸
  - 所管路線： 奈良・大和西大寺・高の原・東登美ヶ丘・木津川市・精華・和束周辺など、木津川市・精華町のコミュニティバス。
- 奈良営業所
  - 所在地： 大和郡山市白土町
  - バンパーシール： 緑色の丸
  - 所管路線： 奈良市内・奈良市東部山間部・天理市など、奈良市・大和郡山市・安堵町・磯城郡3町のコミュニティバス。
- 北大和営業所
  - 所在地： 生駒市上町
  - バンパーシール： 左青色・右黄色の四角縦2本ライン
  - 所管路線： 学園前・登美ケ丘・富雄・生駒市・四條畷東部周辺、生駒市コミュニティバス。
- 西大和営業所
  - 所在地： 北葛城郡王寺町畠田
  - バンパーシール： 黄色の四角
  - 所管路線： 王寺・香芝・五位堂・斑鳩・郡山周辺、西和1市7町のコミュニティバス。
- 榛原営業所
  - 所在地： 宇陀市榛原区篠楽
  - バンパーシール： 橙色の四角
  - 所管路線： 針・宇陀・桜井・東吉野など。宇陀・曽爾方面コミュニティバスも担当。
- 葛城営業所
  - 所在地： 葛城市忍海
  - バンパーシール： 橙色と緑色の四角
  - 所管路線： 橿原・大和高田・明日香・五條、八木新宮線、県中南部各市町村コミュニティバスなど
- 十津川営業所
  - 所在地： 吉野郡十津川村平谷
  - 所管路線： 十津川線、五條西吉野線、十津川村営バス
- 奈良交通自動車教習所（大和郡山市井戸野町）
  - 構内に研修所を併設

### 過去の営業所
- 吉野営業所（現在：吉野支社）
  - 所在地： 吉野郡大淀町檜垣本
  - バンパーシール： 赤色の四角→ベージュの四角
  - 2012年10月1日で葛城営業所に統合される形として消滅。車庫としては存続。

- 南紀営業所
  - 所在地：和歌山県新宮市神倉
  - 2006年10月1日で葛城営業所と吉野営業所に統合される形として消滅。車庫としては存続。

- 天理営業所
  - 所在地：天理市指柳町
  - 2000年、奈良営業所に統合される形で廃止。

## 主要バスターミナル
奈良交通のバスターミナル
- 五條バスセンター
- 法隆寺バスセンター

主要ターミナル駅
- 近鉄奈良駅
- JR奈良駅
- 桜井駅
- 大和八木駅
- 橿原神宮前駅
- 王寺駅
- 生駒駅
- 学園前駅
- 学研奈良登美ヶ丘駅
- 高の原駅

## ICカード乗車券（バスカード）
奈良交通では、1989年（平成元年）10月4日から「奈良交通バスカード」を導入していた。これは磁気式バスカード（プリペイドカード方式の乗車カード）で、多区間運賃路線についても導入し、日本におけるバスカード全体においても早期の導入例であった。
なお、神奈川中央交通が前年の1988年（昭和63年）5月9日より「神奈中バスカード」を導入している。
バスカードが利用可能な車両には、神奈川中央交通と同様に丸い「バスカード」のマークを車両前面に装着しており、このマークがある車両のみで利用できた。
奈良交通バスカードの券種は、通常カードは1,000円（1,050円分）、2,000円（2,200円分）、3,000円（3,300円分）の3種であった。また昼間時間帯専用（乗車時刻が9時30分から15時30分の間のみ利用可）の「ひまわりカード」があり、通常カードよりプレミア額が多く設定されていた（例えば、販売額3,000円のひまわりカードは4,300円分利用できる）。その他、身体障害者や児童福祉法適用者用の割引用カード、10名以上の団体で利用できる割引用カードも用意されていた。「ひまわりカード」の昼間割引制度は「CI-CA」にも引き継がれている。
バスカードの券面デザインは様々なものがあり、奈良交通の高速バスや深夜急行バスの車両を描いた広告デザインのカードも存在したが、券面には「高速バスではバスカードを利用できません」「深夜急行バスではバスカードを利用できません」と但し書きがされていた。また、記念品の贈答用などにオリジナルバスカードを注文制作できるサービスもあり、決まったデザインの中から選んでメッセージなどを入れられる「モデルデザインカード」、自由に写真やイラストを入れられる「フリーデザインカード」が用意されていた。
2006年7月31日でバスカードは利用終了となり、全営業所の路線でICカード乗車券「CI-CA（シーカ）」に一本化された。車両のカード読取機は即日撤去された（当面の間はカバーをかぶせられた状態の読取機が残された車両も存在した）。
2007年4月1日にはPiTaPa・ICOCAに対応した。同年6月1日より「CI-CA」のプレミア率が改訂され、「普通」は1割、「ひまわり」は2割のプレミアになった。同時に日曜と祝日は終日ひまわりタイムとなり、割引率の高いひまわりカードが一日中使えるようになった。
2011年7月31日、バスカードの払い戻し等の扱いを終了した。
2015年度には交通系ICカード全国相互利用サービスに対応するための準備が進められ、2016年4月1日より対応を開始した。
2023年3月1日には、自動継続型金額式ICカード定期券「CI-CA plus」の販売を開始した。
スルッとKANSAIの磁気カードおよび3Day・2Dayチケットには対応していない。

## 運行路線

### 一般路線概要
現在、奈良県全域と京都・大阪・和歌山の一部に路線を有しており、奈良県民の重要な公共交通機関となっている。
かつては奈良 - 柏木（川上村）、奈良 - 下市、奈良 - 北山 - 新宮、奈良 - 京都等の長距離路線を多く有していたが、モータリゼーションに伴う渋滞の悪化、運賃高騰などでその多くが短縮・廃止された。現在も残る大和八木駅 - 十津川温泉 - 新宮駅間で運行されている八木新宮特急バスは、総延長169.8km・停留所数167か所を約6時間半かけて運行する、日本一長距離・長時間の一般路線バスであり、鉄道のない南部地区の輸送を担っている。
北部では住宅地輸送が活発であり、ターミナル駅では通勤時間に多数のバスが発着し、乗換客で混雑するのが日常的な光景となっている。また、近鉄けいはんな線の開業にともない、学研奈良登美ヶ丘駅、学研北生駒駅、白庭台駅に乗り入れ運行を開始した。平城山駅発着の青山平城山線と左京平城山線を、2007年3月18日から西日本ジェイアールバスと共同運行を開始した。2007年4月1日ダイヤ改正に伴い、北大和営業所管轄の六条地区・県立西の京高校方面への乗り入れを開始した。また、1年間の試験運行と称して王寺・藤井線の運行も開始した。
奈良市内の均一区間や学園前駅を発着する路線は、系統や車両によって前乗り後降り運賃前払いと、後乗り前降り運賃後払い（整理券方式）と乗降の扱いが異なる。また、奈良市内等の均一区間を抜け、多区間制運賃エリアに入ると、距離を通算するため運賃が急に上がることがある。
他社で主要駅から各住宅地に向け運転される深夜バスの設定は、基本的に午後11時以降に始発停留所を発車する便が多いが、奈良交通では午前0時以降となっており、午後11時台のバスは普通運賃で乗車できる。
各路線の詳細は、所轄営業所の記事を参照のこと。

### 高速バス路線
かつては、小倉・福岡、徳島、千葉、町田、埼玉（浦和・大宮）へ向けて運行されていたが、利用低迷により福岡、埼玉系統は廃止、千葉系統は東京ディズニーランド・東京ディズニーシー経由の海浜幕張駅発着となった。名阪国道経由の伊賀上野系統も撤退した。
運行当初はお茶、コーヒー、マルチステレオのサービスがあったが、いずれも廃止されている。
近鉄奈良駅前にある奈良ラインハウスが奈良交通の高速バスターミナルとしての役割を果たし、同所にはお手洗い・飲料自販機が設置されている。

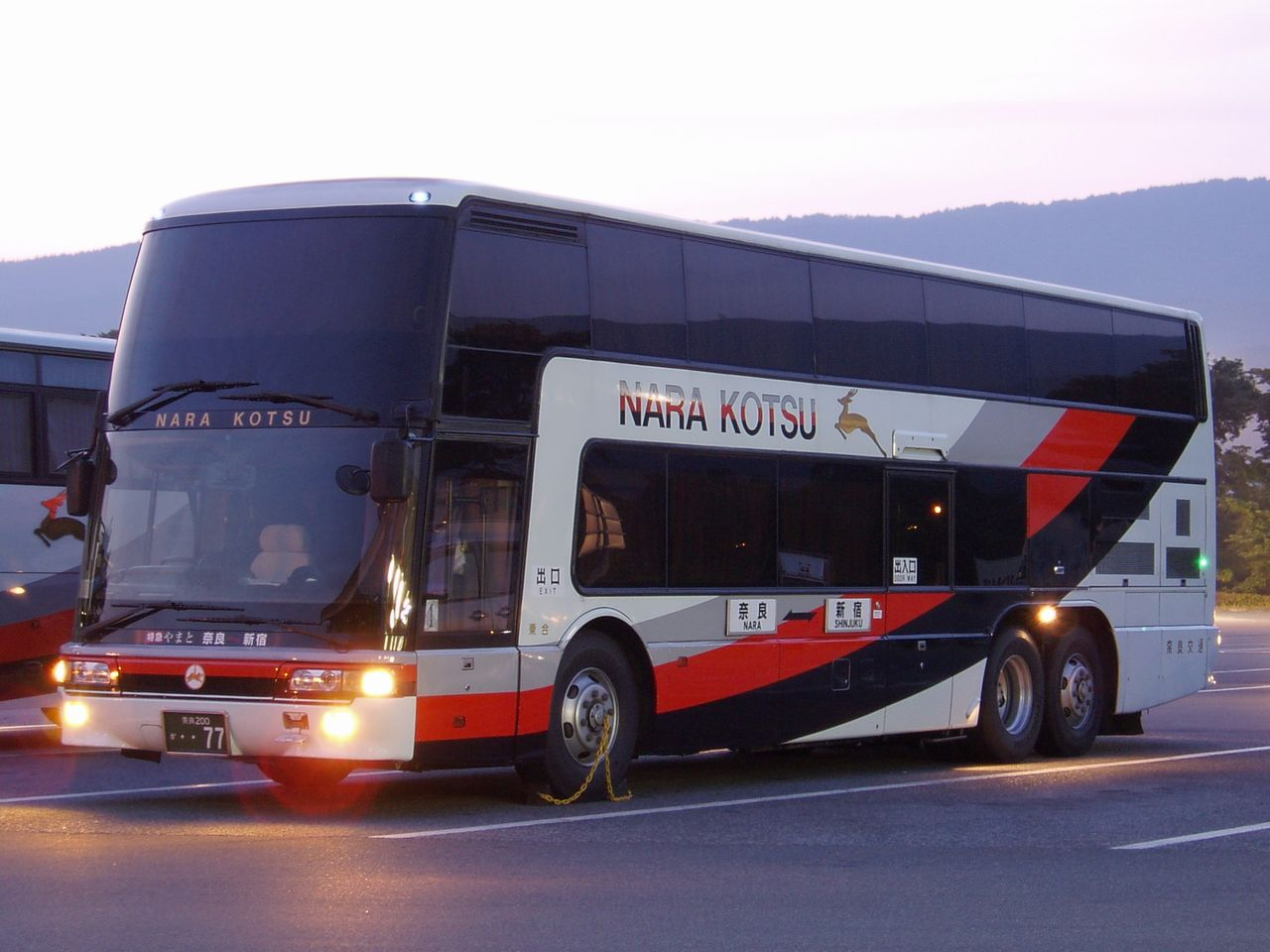
夜行高速バス やまと号

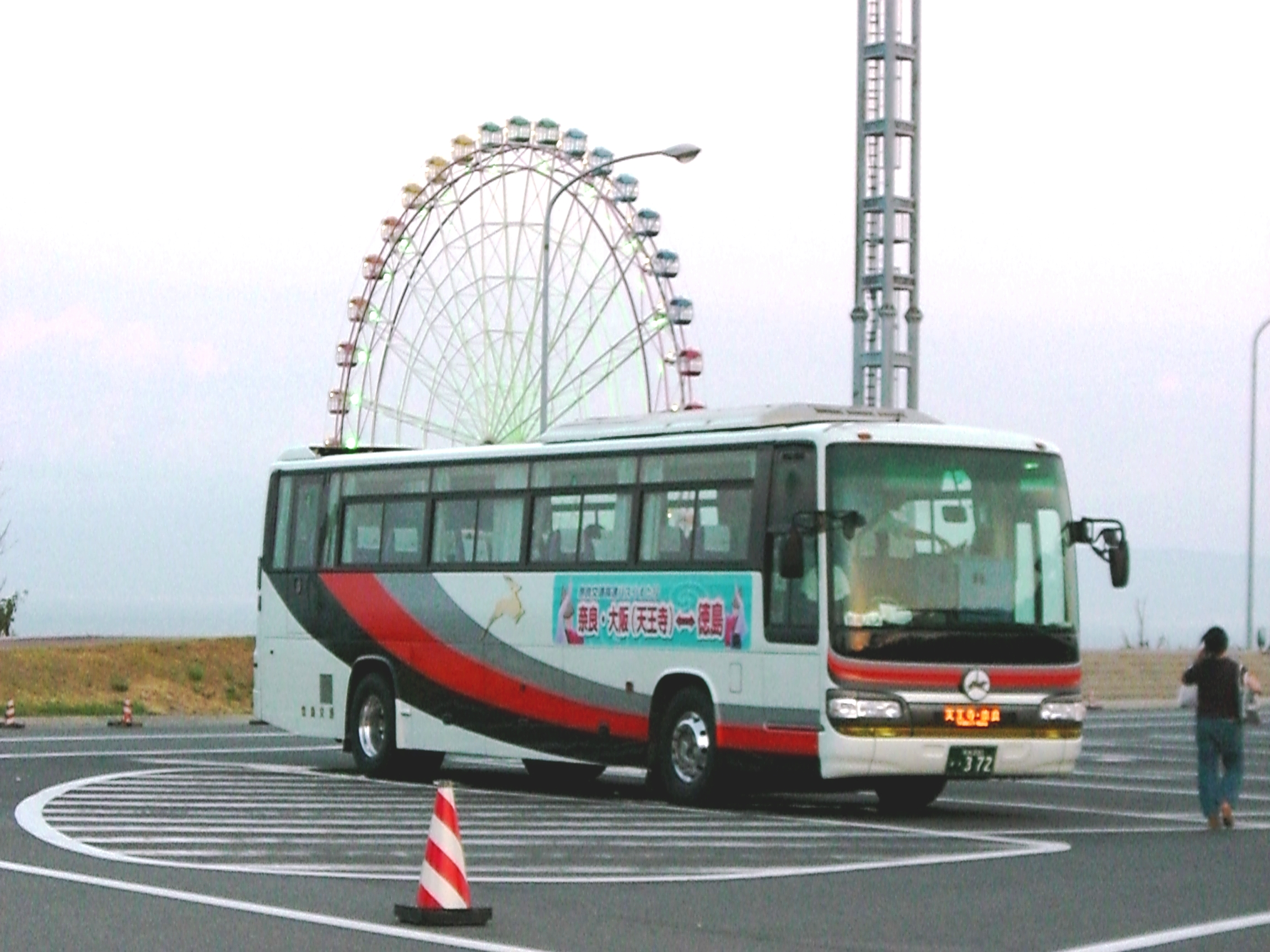
高速バス 徳島線（廃止）

#### 夜行高速バス
- 奈良新宿線 （関東バスと共同運行）
  - JR奈良駅 - 近鉄奈良駅 - 天理駅 - 大和高原都祁（道の駅針T・R・S内） - 大和高原山添 - バスタ新宿 - 京王プラザホテル
- 五条新宿線 （関東バスと共同運行）
  - 五條バスセンター - 大和八木駅 - 天理駅 - 大和高原都祁（道の駅針T・R・S内） - 大和高原山添 - バスタ新宿 - 京王プラザホテル
- 千葉線 （京成バスと共同運行）
  - 五位堂駅 - 王寺駅 - 近鉄郡山駅 - JR奈良駅 - 近鉄奈良駅 - 天理駅 - 大和高原都祁（道の駅針T・R・S内） - 大和高原山添 - 本厚木駅 - YCAT（横浜駅） - 京成上野駅 - 東京スカイツリータウン前 - 東京ディズニーシー - 東京ディズニーランド - 西船橋駅 - 津田沼駅

この他、WILLER GROUPが運行している高速路線の続行便（受託運行）を担当することもある。
(一部天理教詰所で配布してる申込書を指定旅行代理店提出のうえで天理発着の団参割引乗車券を購入できる。ただし東京ディズニーシー・東京ディズニーランドでの乗降には割引適用はない。)

#### 昼行高速バス
- 奈良名古屋線 （名鉄バスと共同運行）

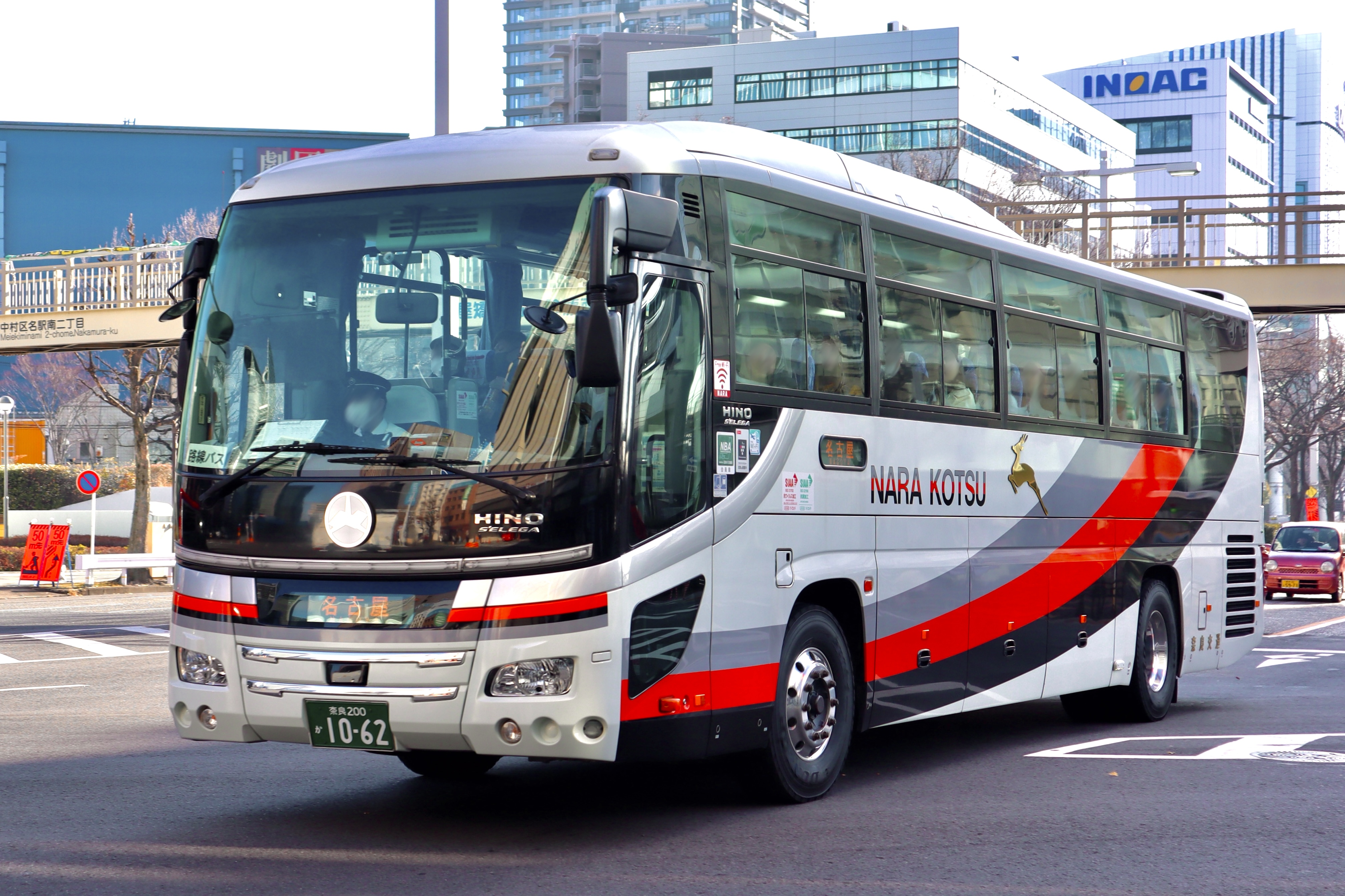
奈良名古屋線に使用されるハイデッカー車両

  - JR奈良駅 - 近鉄奈良駅 - 天理（櫟本） - 大和高原都祁 - 大和高原山添 - 名古屋駅前

#### リムジンバス
- 関西国際空港方面
  - 奈良線 （関西空港交通と共同運行）
    - JR奈良駅 - 近鉄奈良駅 - 奈良ホテル - 天理（櫟本） - 関西国際空港

  - 近鉄学園前・学研都市線 （関西空港交通と共同運行）
    - けいはんなプラザ - 学園前駅 - 関西国際空港

  - 桜井・大和八木・高田市線 （関西空港交通と共同運行）
    - 桜井駅 - 大和八木駅 - 高田市駅 - 関西国際空港
- 大阪空港方面
  - 天理奈良線 （阪急観光バスと共同運行）
    - 天理駅 - JR奈良駅 - 近鉄奈良駅 - 新大宮駅 - 大阪空港

(天理発伊丹空港行に限定し一部の天理教詰所で配布している申込書を天理教北大路輸送部販売所に提出すると団参割引の乗車券を購入できる)

#### 昼行急行バス
- 京都駅方面
  - 京都学研線（京阪バスと共同運行）
    - 京都駅八条口 - 学研けいはんなプラザ（けいはんなプラザとは別の停留所）

#### 廃止された路線
- 夜行高速バス「やまと号」
  - 埼玉線 （国際興業バスと共同運行）
  - 横浜線 （横浜神奈交バスと共同運行） → 千葉線と統合
  - 福岡線 （西日本鉄道と共同運行）
- 昼行高速バス
  - 奈良徳島線 （徳島バスと共同運行。徳島バス単独運行化ののち、廃止）
  - シルクロマン号
    - 奈良 - 名古屋間を運行。なら・シルクロード博の期間のみ試験運行していた。

  - 奈良四日市長島線
    - JR奈良駅・近鉄奈良駅・天理（櫟本）～生桑車庫・近鉄四日市・長島温泉（三重交通と共同運行。2015年9月28日廃止。）[10][11][12]

- 深夜急行バス　2020年3月31日をもって全路線廃止された。[13]

- 「はんな号」
  - 梅田奈良線
    - 梅田（大阪駅前・大阪市交通局赤2番乗り場） - なんば - 第二阪奈生駒 - 東生駒駅 - 富雄駅 - 学園前駅 - 新大宮駅 - 近鉄奈良駅 - 大安寺 - 白土町
    - ※ 2008年（平成20年）12月16日より始発停留所が、なんばから梅田に変更され（梅田 - なんば間延長）、CI-CA・PiTaPa・ICOCAでの運賃精算も可能になった[14]。

  - 梅田高の原線
    - 梅田（大阪駅前） - なんば - 壱分ランプ - 生駒駅南口 - 白庭台駅 - 学研北生駒駅 - 学研奈良登美ヶ丘駅 - 高の原駅 - 梅谷口

  - 梅田桜井線
    - 梅田（大阪駅前） - なんば - 二上駅 - 五位堂駅 - 近鉄高田駅 - イオンモール橿原北 - 大和八木駅 - 桜井駅
    - ※ 2015年（平成27年）6月1日より新路線として五位堂・八木・桜井ルートが設定され、従来の路線は東生駒・学園前・奈良ルートと生駒・登美ケ丘・高の原ルートに2分割され3路線体制となった。[15]

### 定期観光バス
奈良公園や東大寺、法隆寺などの観光スポットを巡る定期観光バスの運行が行われている。季節運行の路線などもある。通年の主なコースは以下のとおり（2007年現在）。
- 奈良公園3名所
奈良公園内の東大寺・大仏殿、春日大社、興福寺の3ヶ所を中心に若草山を追加したものなどいくつかの種類がある。いずれも 3,4時間の半日コースである。
- 法隆寺、西の京
法隆寺、薬師寺と平城宮跡・朱雀門の半日コースと、それに中宮寺、唐招提寺、慈光院を加えた一日コースがある。

いずれのコースもJR奈良駅前出発で近鉄奈良駅前経由で運行される。

### 運行業務または運転業務を受託
自治体など客先より運行業務を受託している、または自治体など客先の所有車両を運転する業務を受託しているバスについて記す。

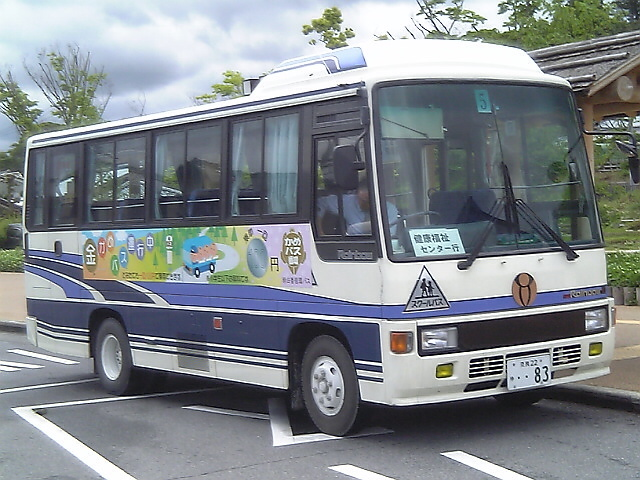
かめバス<明日香循環バス・明日香周遊バス>（高市郡明日香村）
- 大淀町ふれあいバス（吉野郡大淀町）
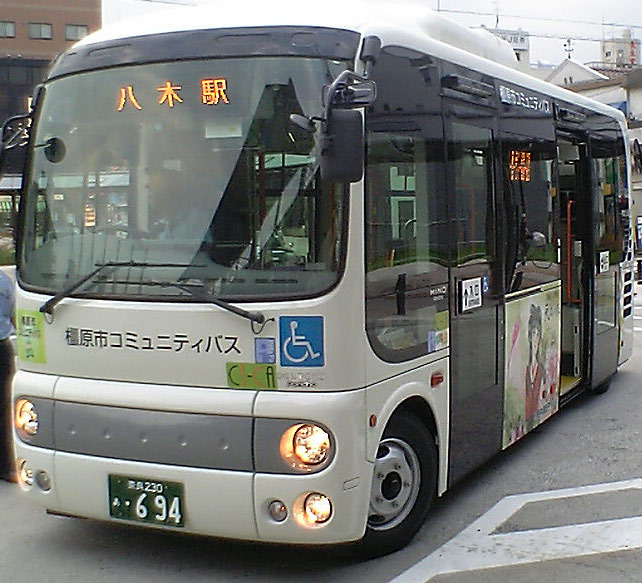
香芝市コミュニティバス（香芝市）
- 葛城号（葛城市）
- 川西こすもす号（磯城郡川西町）
- きのつバス（京都府木津川市）
- 橿原市コミュニティバス （橿原市）
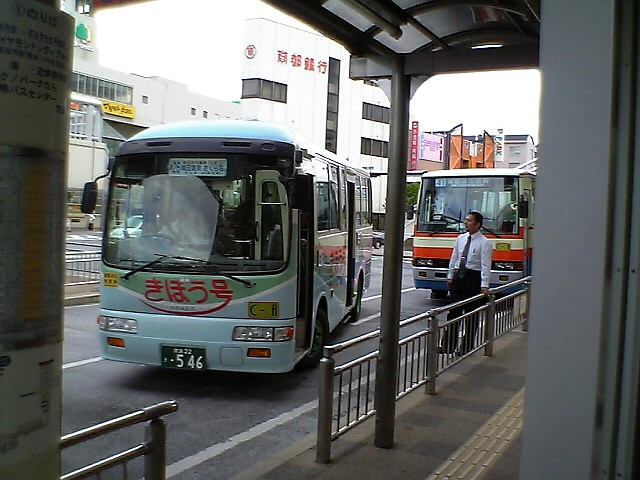
きぼう号（大和高田市）
- 大和郡山市コミュニティバス 元気城下町号・元気治道号・元気平和号（大和郡山市）
- 桜井市コミュニティバス（桜井市）
- たけまる号（生駒市）
- 太地町町営じゅんかんバス（和歌山県東牟婁郡太地町）
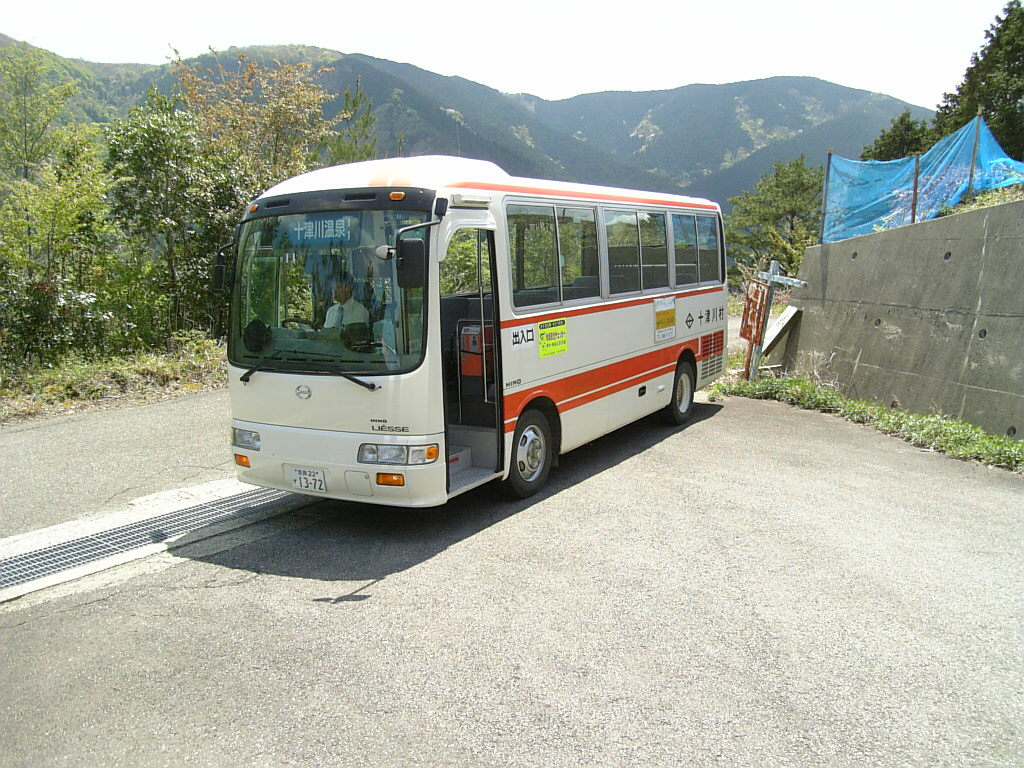
十津川村営バス（吉野郡十津川村）
- 精華くるりんバス（京都府相楽郡精華町）
- 明日香養護学校通学バス明日香村
- 上宮学園通学バス
- ウェルネス新庄送迎バス
- 大淀養護学校通学バス
- 葛城小学校通学バス
- 木津幼稚園バス京都府木津川市
- 聖心幼稚園バス橿原市
- 竹本電気送迎バス
- 智辯学園通学バス五條市
- 奈良県農業大学校移動バス桜井市
- 奈良県広陵町送迎移動バス広陵町

奈良カントリークラブ送迎バス
ならファミリー送迎バス
- 奈良学園通学バス

- 明日香循環バス(金かめ)
- 橿原市コミュニティバス
- きぼう号
- 十津川村営バス

## 車両

### 概説
導入されている車両は日野自動車製・いすゞ自動車製の車両が圧倒的に多い。
全体比率としては日野車がが多く約7割を占める。三菱ふそう製の車両は、近年では夜行高速バス用に導入されたダブルデッカーの三菱エアロキングが存在したほか、2022年に関東バスからドリームスリーパー専用車両のエアロクイーンが転入している。
日産ディーゼル製の車両は、観光用としてRP（9m大型車）の2000年式が1台のみ在籍していた。
車体側面の鹿の影絵イラストは奈良交通のシンボルとも言える。導入当初アメリカ合衆国のグレイハウンド社のイメージを導入したといわれている。このように由緒あるものであるが、過去に南紀営業所に所属していた車両の中には、太地線専用車として鹿ではなく潮吹きクジラのマークを付けたものもあった。これは太地線自体が奈良交通と異なった会社（南紀開発）の引継ぎであることが影響したものと推察する。
他のバス会社とは異なり、車両番号はない。

### 路線車
営業エリア内に道路条件が整ったニュータウンを多く抱える事情などから、路線バス車両は西日本の事業者では珍しく、乗降性と勾配区間の走破性を両立したエアサス仕様で、11m級の低床車を主体にしている。
また、3扉車も奈良市内・学園前地区の営業所に在籍する。主要バスターミナルでは3扉車の中央に職員を配置し運賃収受を行い乗降時間の短縮を図っている。
一般路線車がスケルトン車体に変更された初期の頃は、側面の窓がすべて固定窓となった車両が多かった。特に奈良市内および学園前地区では、長尺・3扉・固定窓という、奈良交通でしか見られない仕様の車両も多く存在した。
1999年10月、初のノンステップバスとしてキュービック（KC-LV832N、ホイールベース5.2m）が2台のみ導入された。
また中型車よりも、キュービックLT、エルガLTのような9m大型車が多い（これは三重交通も類似する）。

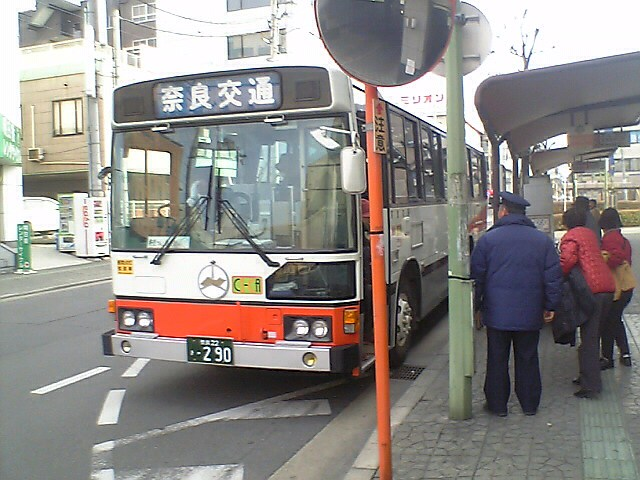
十津川特急バス型車両
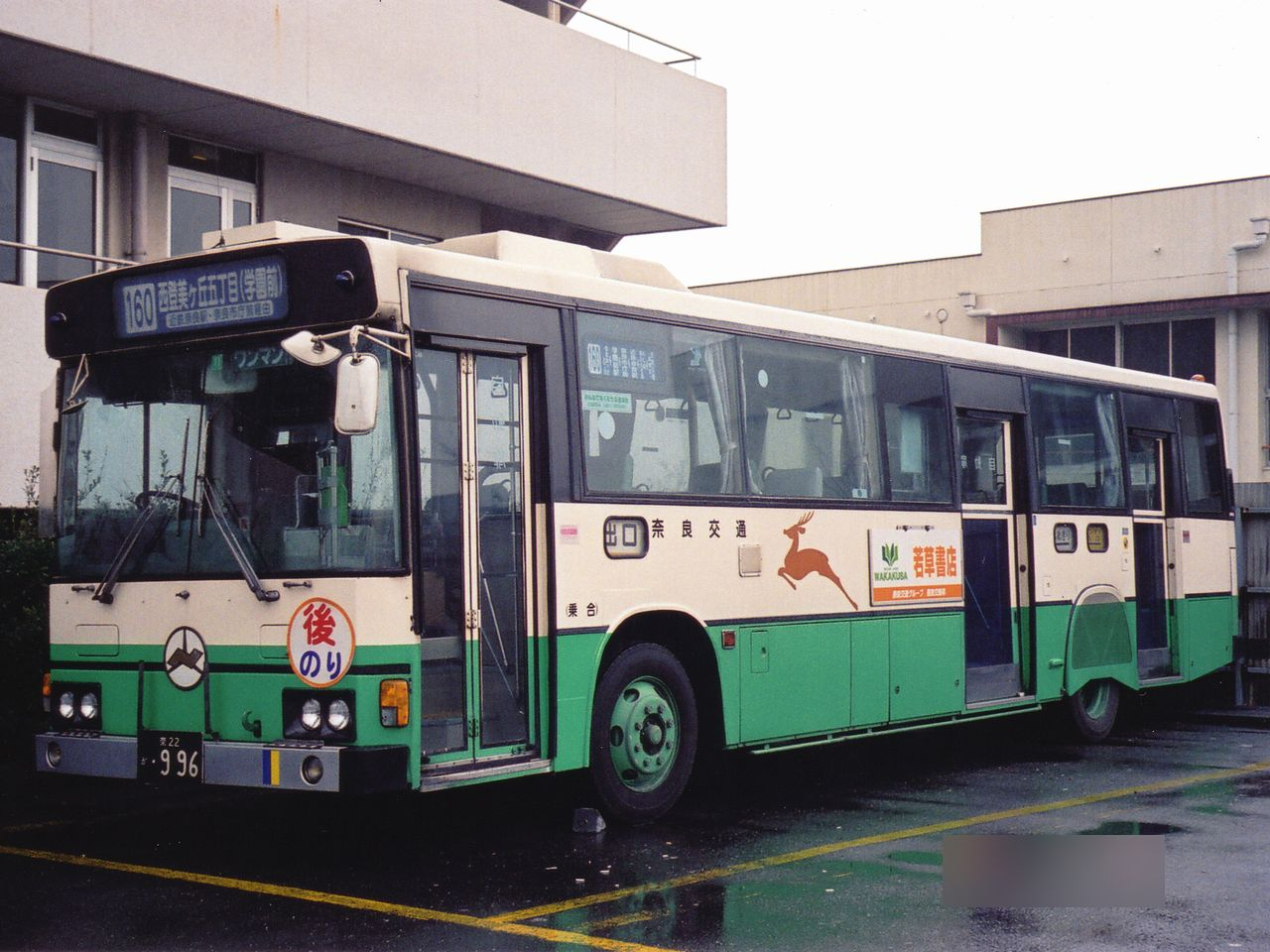
長尺・3扉・固定窓という奈良交通独自仕様の車両
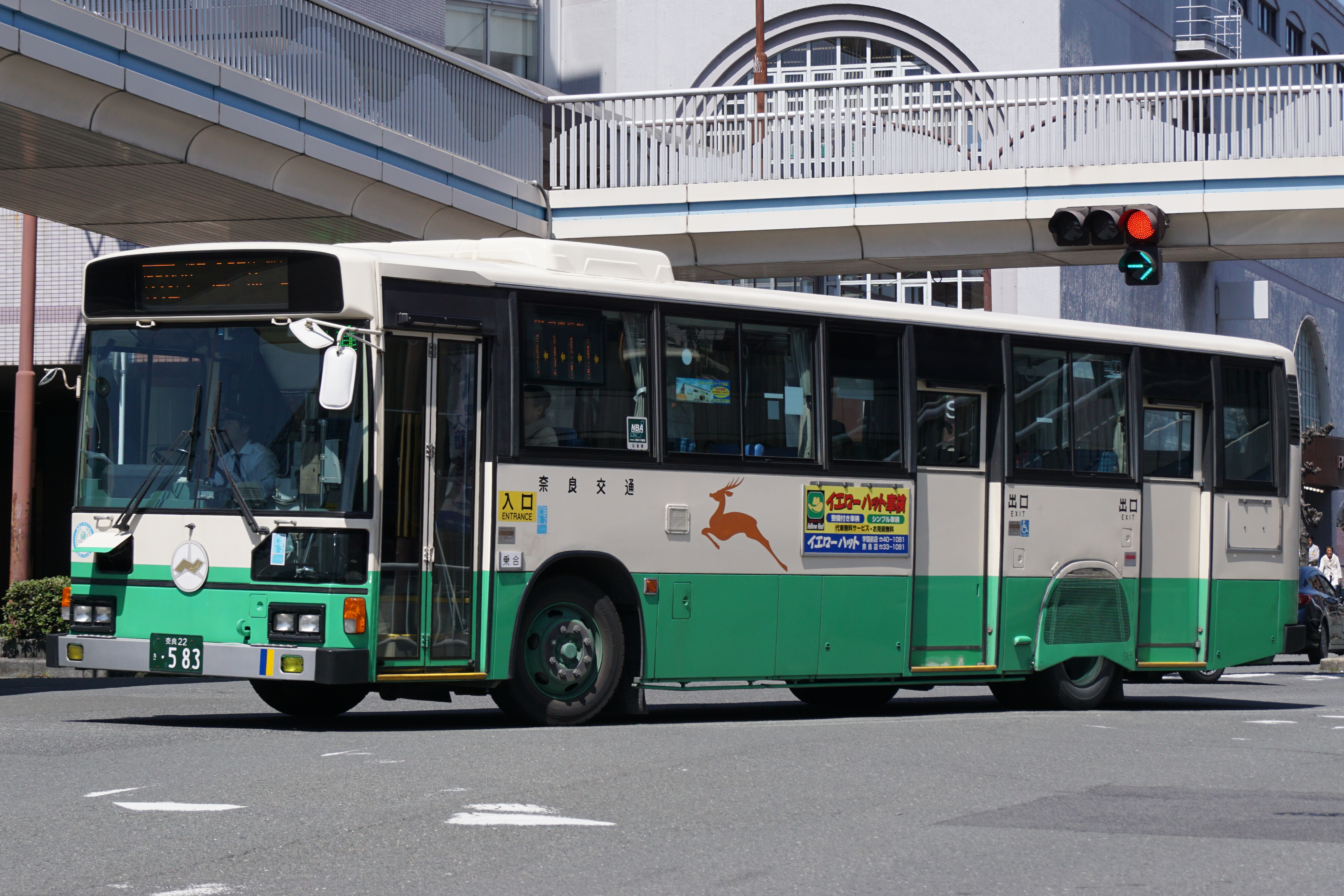
一般車両（3扉車）
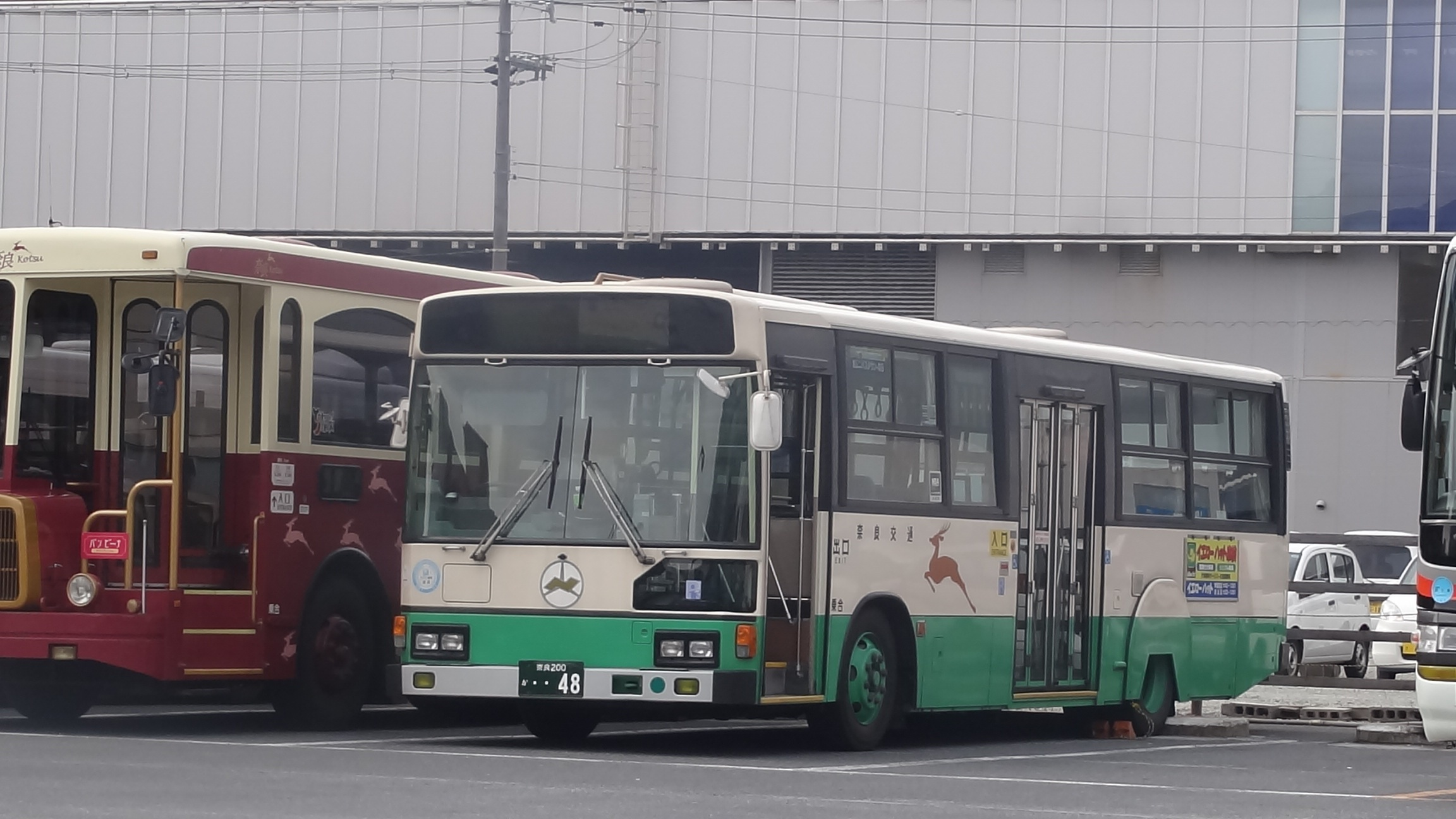
ワンステップバス
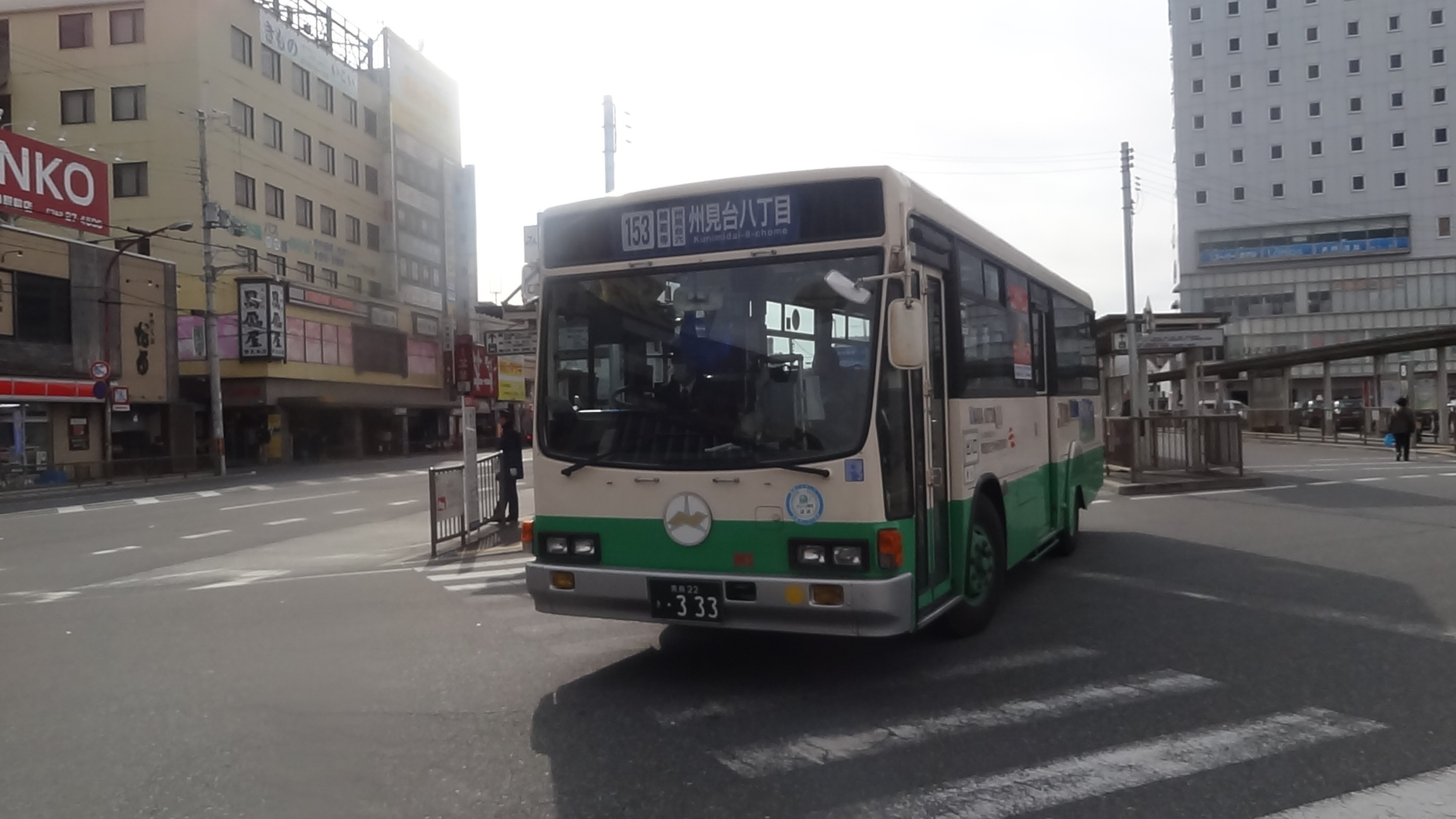
一般車両（大型短尺車）
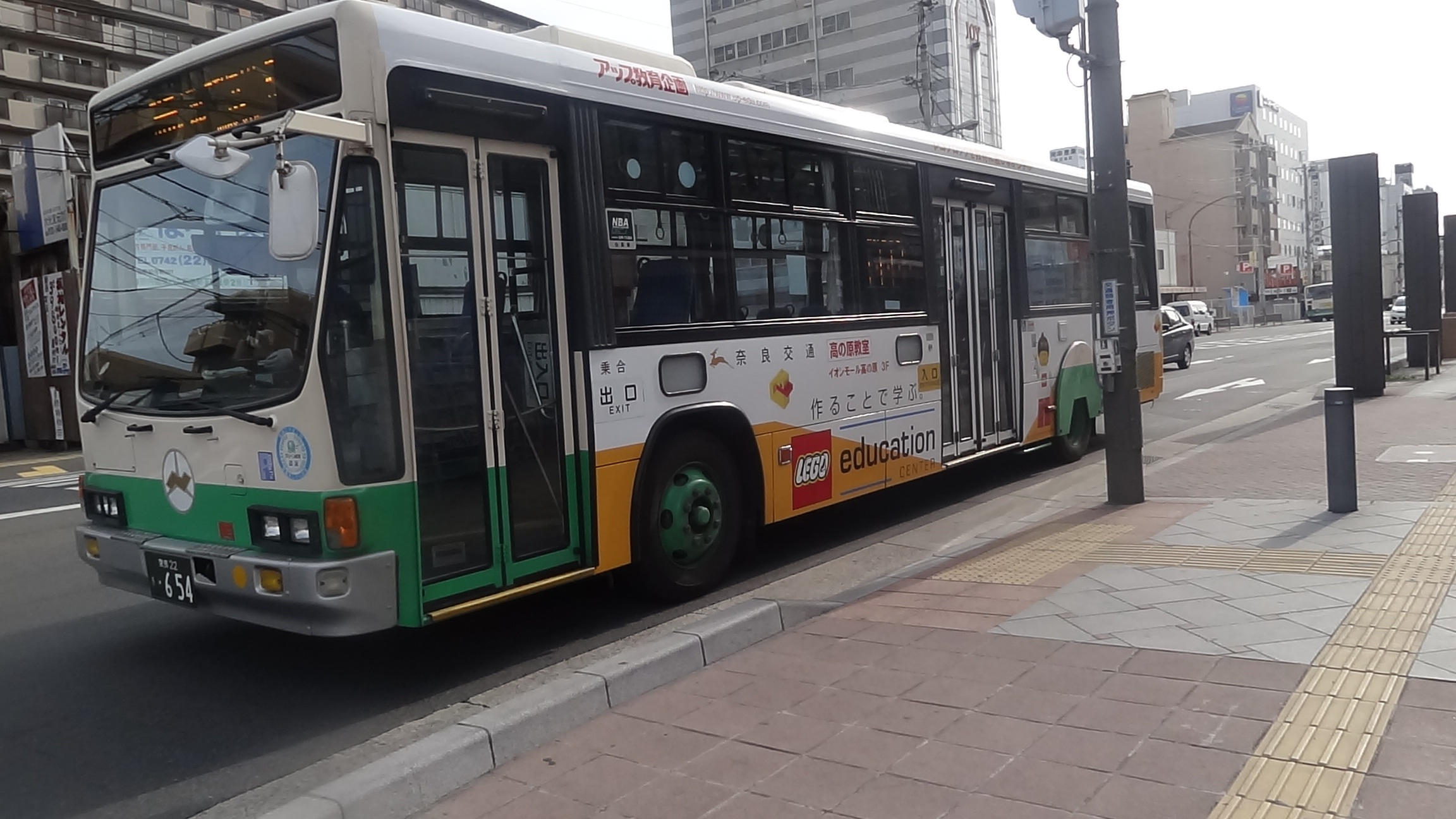
ワンステップバス（高出力車）
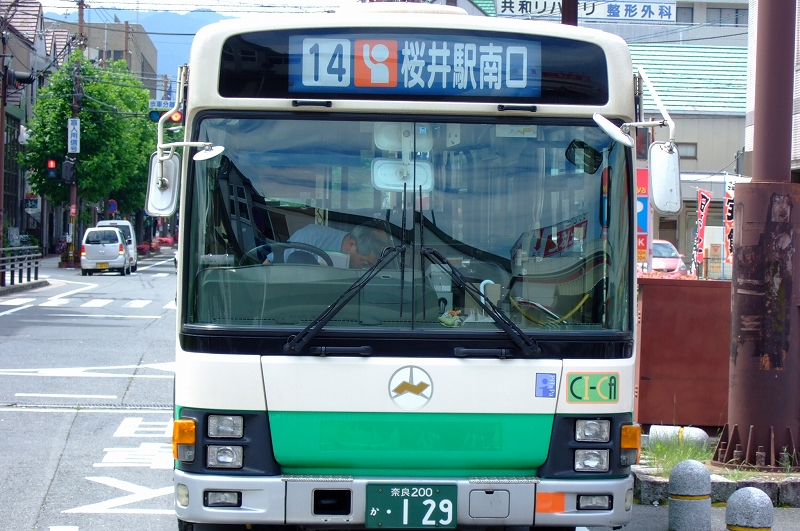
ワンステップバス（中型車）
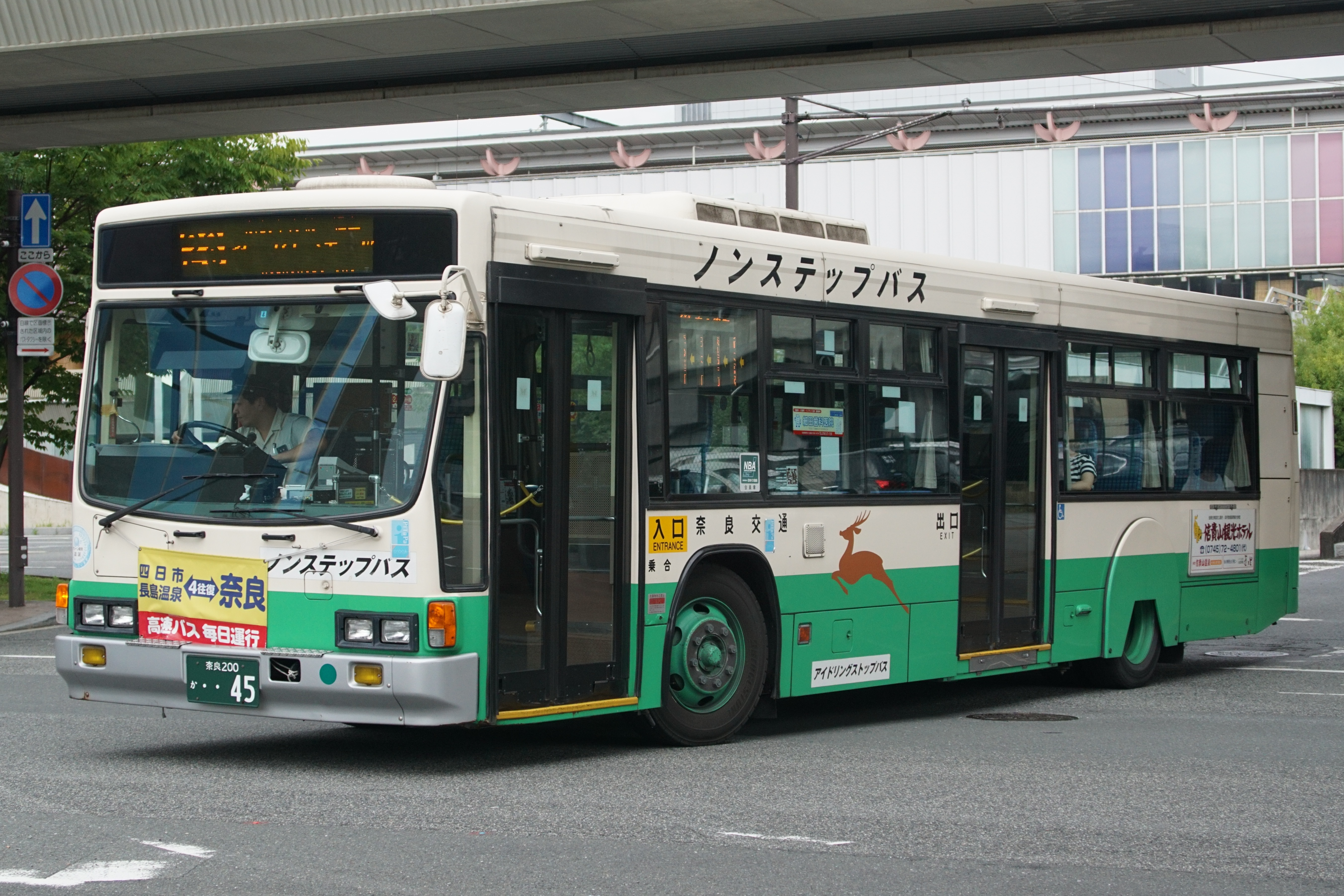
初代ノンステップバス
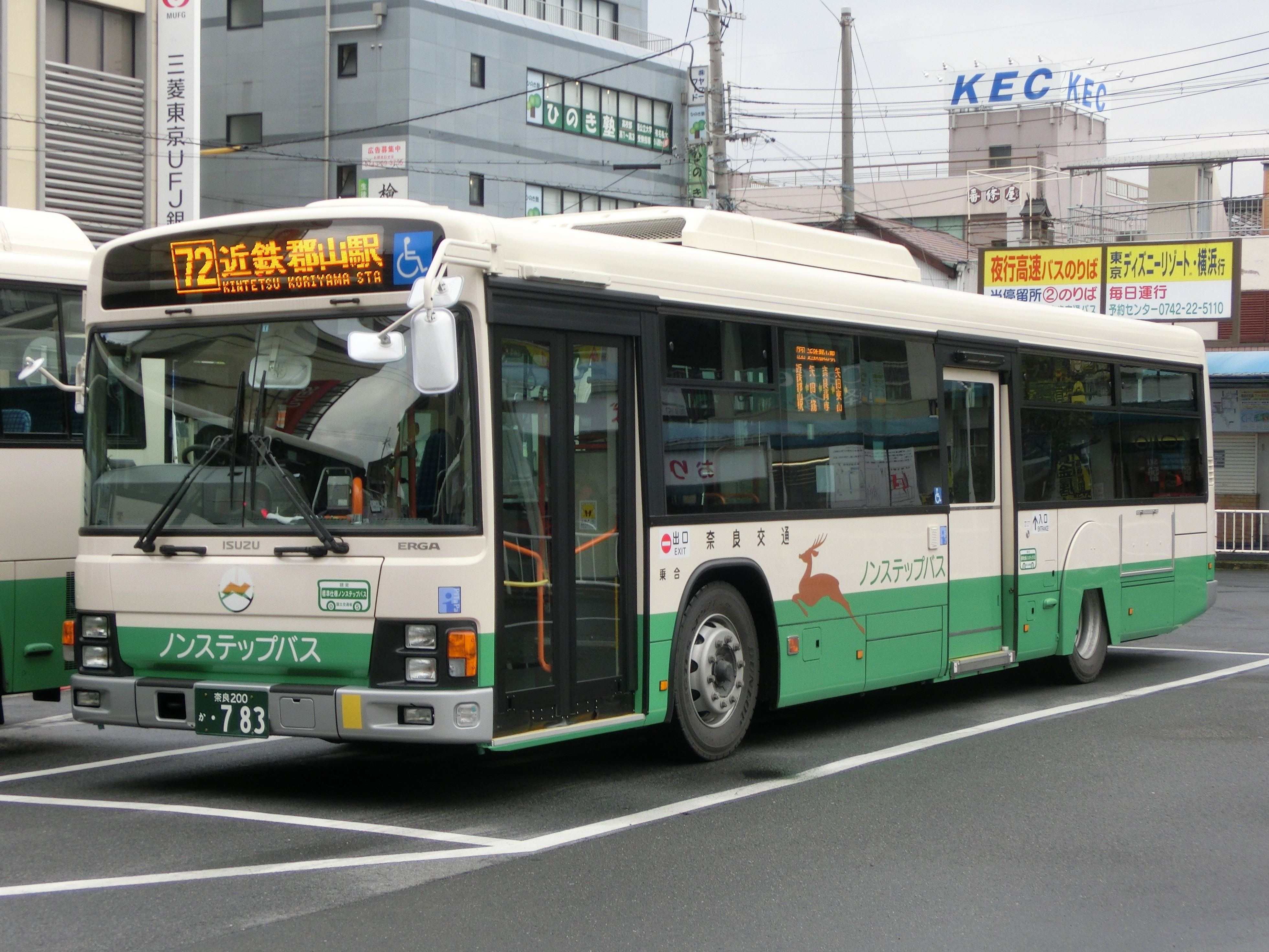
ノンステップバス（高出力車）
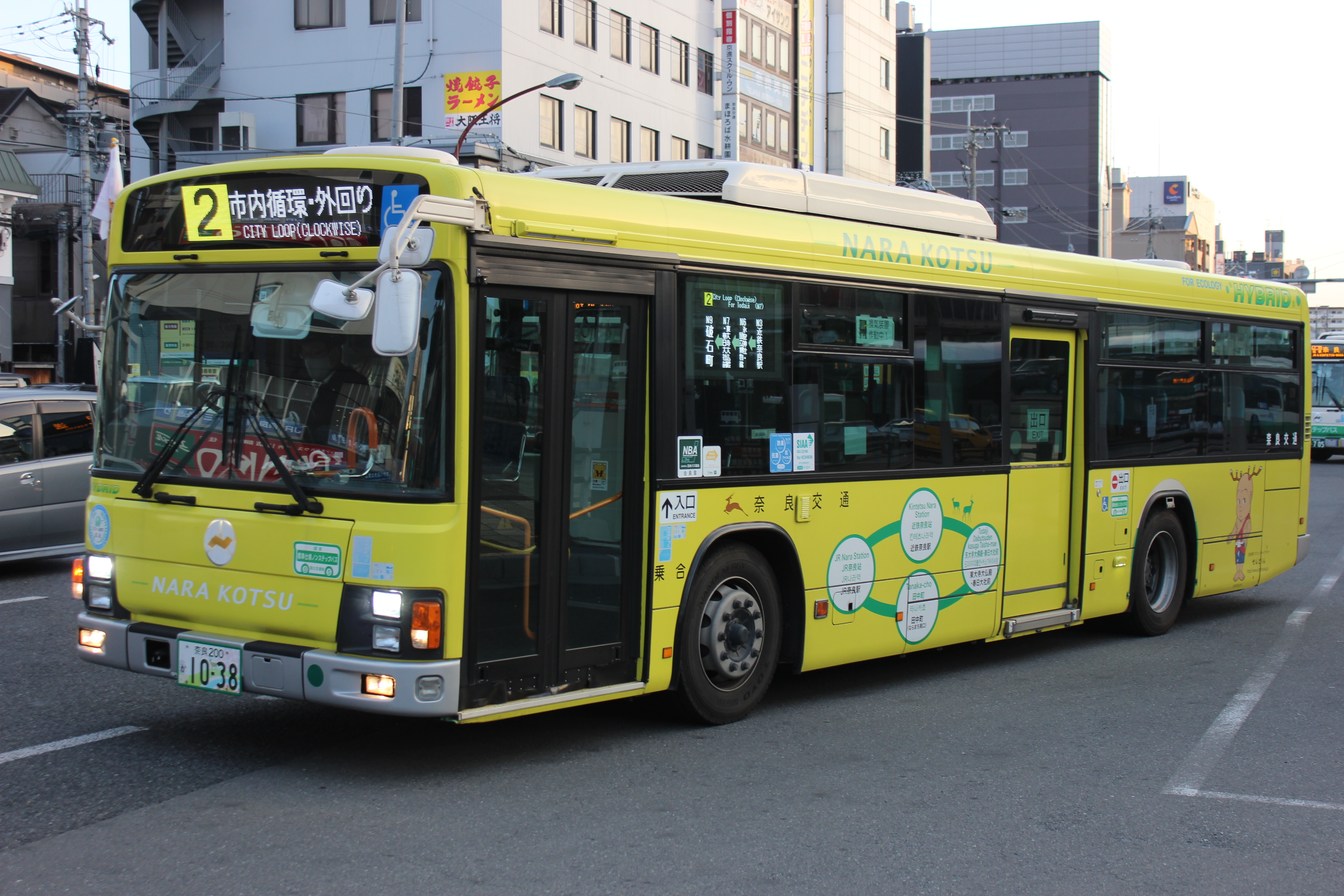
奈良市内循環線用車両

#### マイクロバス
特徴的な車両として、狭隘路線向け等に2扉式の小型バス（同社ではマイクロバスと呼称）を導入したが、これは日本では比較的早い導入例の1つである。奈良市内でも路線を限定して使われた。1988年にはマイクロバス専門の子会社としてエヌシーバスが設立されている。
当初の車両は、いすゞ・ジャーニーQ、日野・レインボー7M、日野・レインボー7Wが導入された。現在は日野・リエッセ、日野・ポンチョが使用されている。
奈良県は古くからある建築物を大事にする地盤があり、そのため道路の改良以前にバスの方を小さくして運行対応することが認識されていたと思われる。

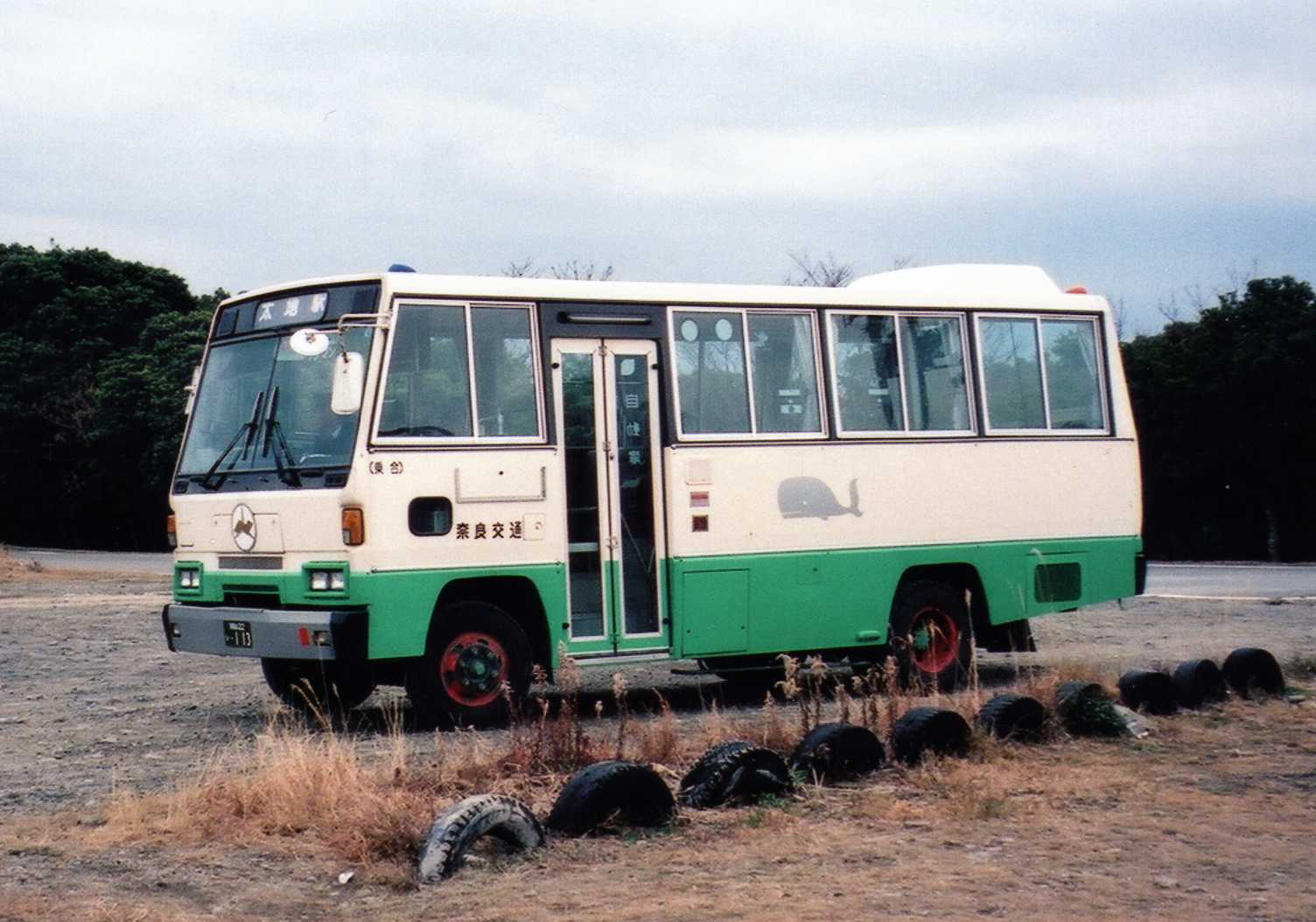
いすゞ・ジャーニーQ (P-MR112F) くじらマーク入りの太地線専用車
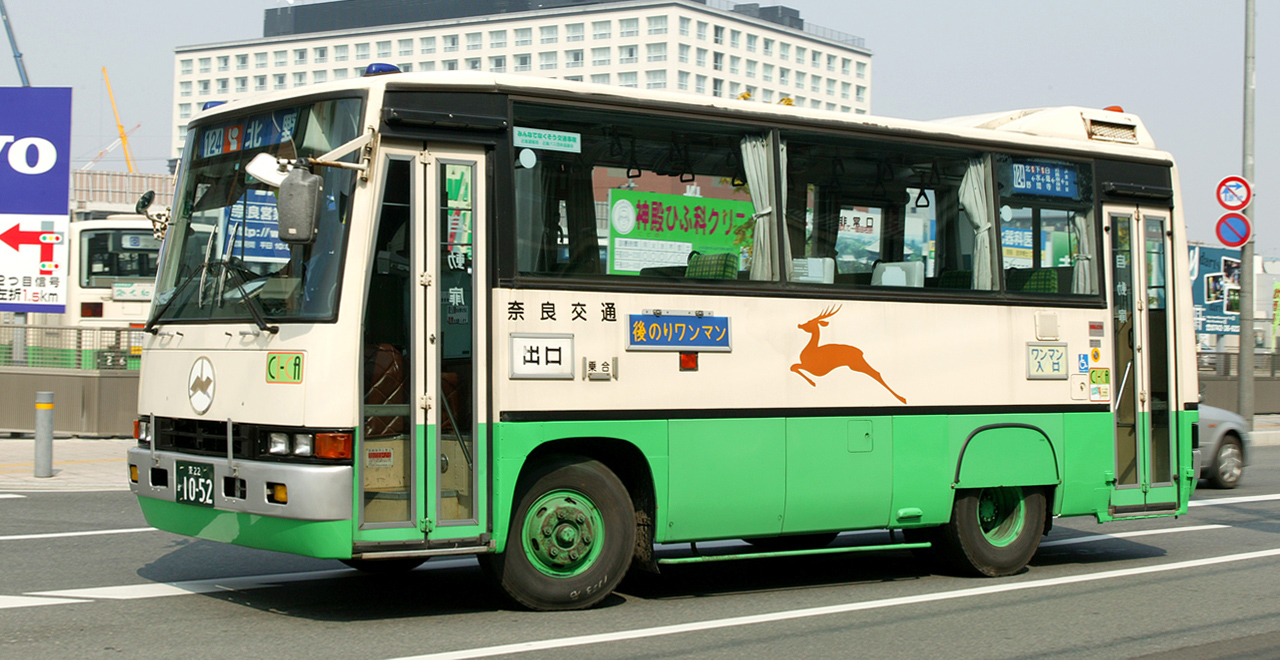
いすゞ・ジャーニーQ (P-MR112D) 旧型マイクロバス
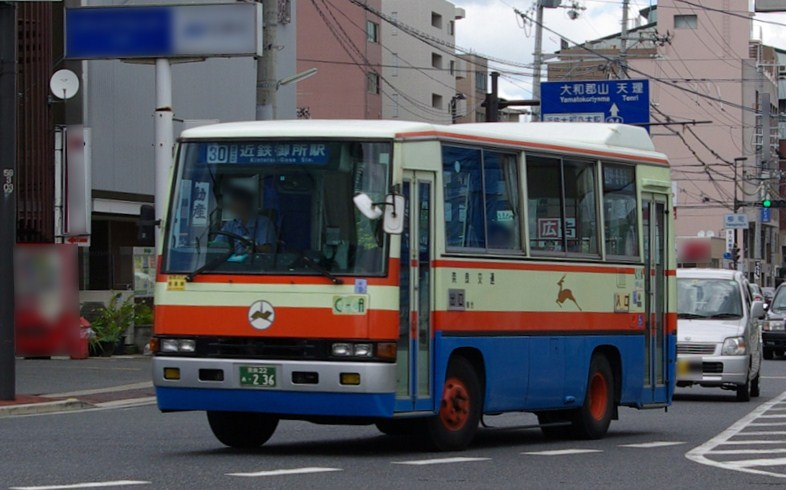
いすゞ・ジャーニーQ (U-MR132D) 旧塗装
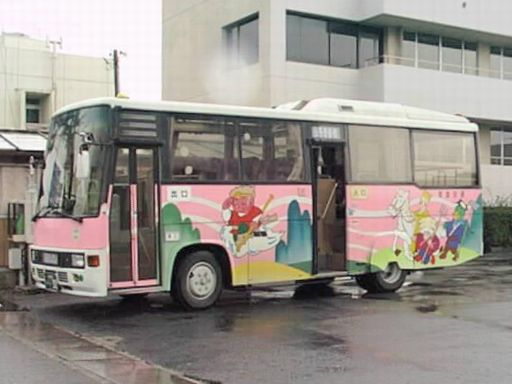
日野・レインボー7M (P-CH160AA改) なら・シルクロード博シャトルバス「西遊記」塗装
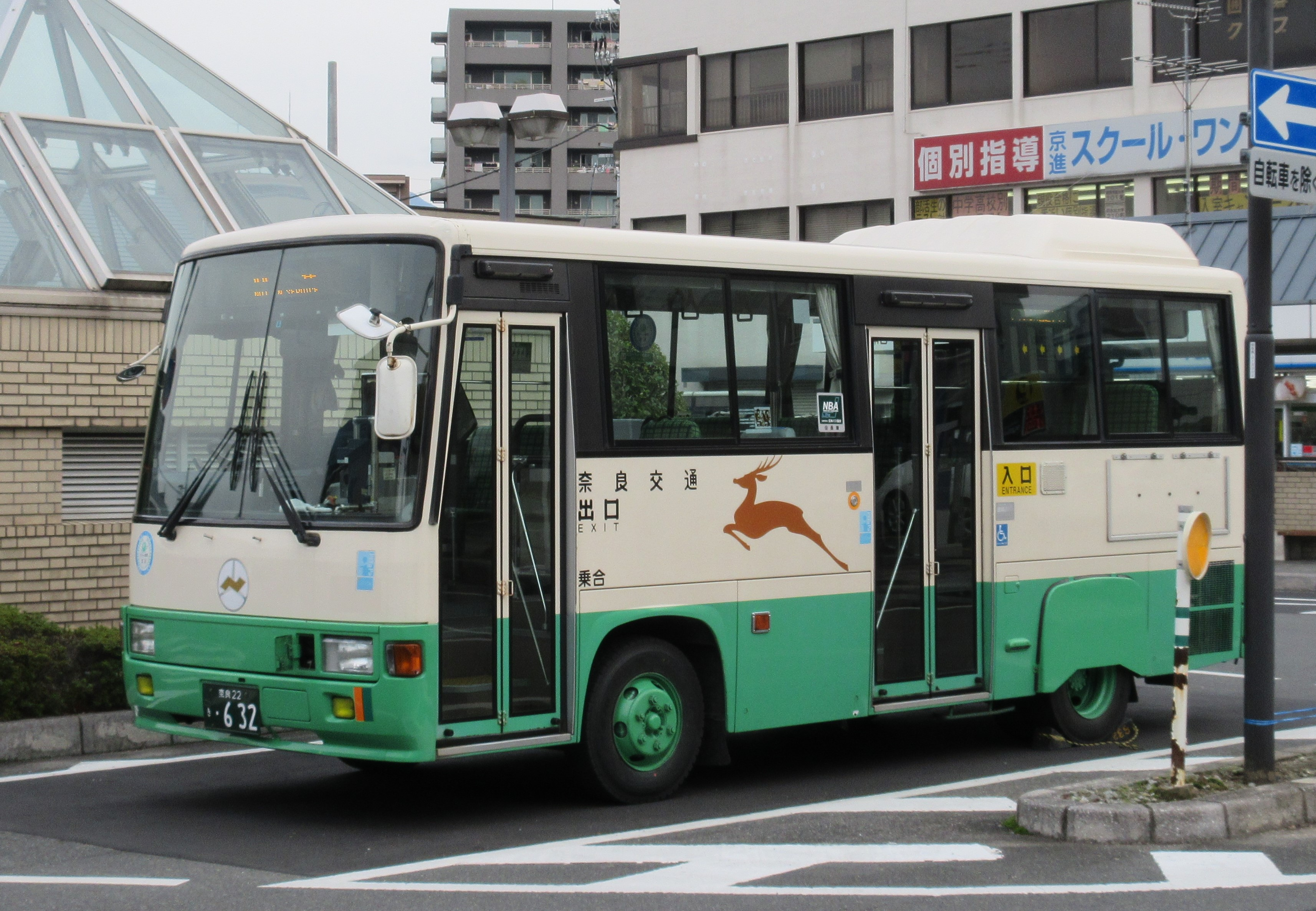
日野・レインボー7W (U-RH1WFBA) 632号車（葛城営業所所属）
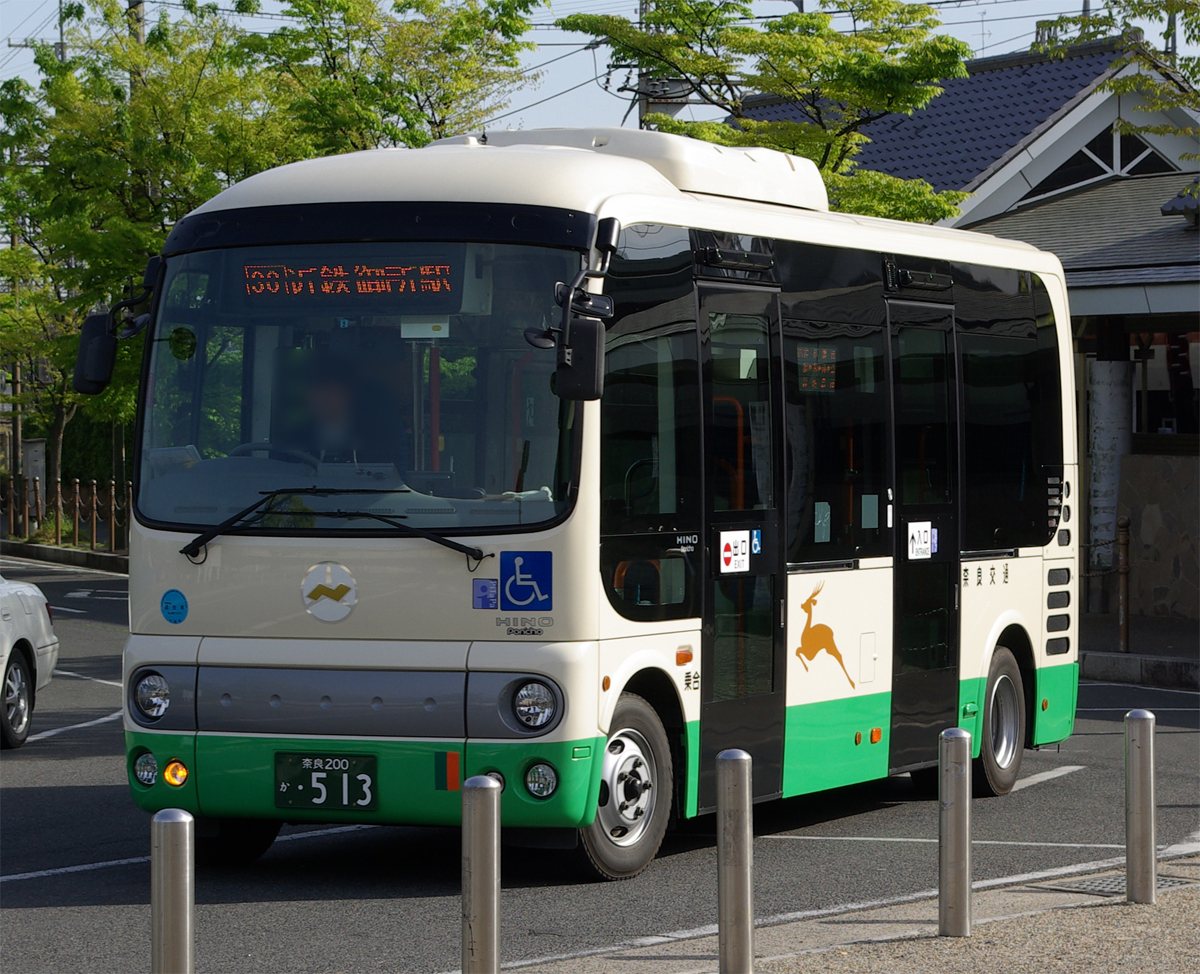
日野・ポンチョ 現行型マイクロバス

#### 2000年代以降
2007年、市内循環「バンビーナ」用のレトロ調バスとして、京浜急行バス「りんどう号」で使用されていた車両を譲受した。
それまでは新車を購入していたが、2008年は近鉄バスの中古車を導入した。近鉄バスからの中古車は日野・ブルーリボンで、側面窓の色、シートモケット、後部ナンバープレート取り付け位置等などが奈良交通の自社発注車と異なり、また奈良交通では珍しいリーフサス仕様となっていることも特徴である。方向幕は奈良交通での導入時にLEDに改造を行った。
その後、2010年の平城遷都1300年祭開催による輸送力増強のため、2009年度末には、日野・ブルーリボン、いすゞ・エルガを合わせて30台以上の新造車両が導入されている。さらに2010年度以降はノンステップ大型車両による新車導入を行っている。2010年以降は自社発注の既存車両の一部にも方向幕のLED化改造を実施しており、2012年時点では方向幕装備車よりもLED装備車の方が多くなっている。
2017年4月、関西文化学術研究都市での渋滞緩和対策として連節バスを導入した。エンジンとフレームはスウェーデンのスカニア製で車体でオーストラリアのボルグレン製である。
2023年には、奈良県と協力してBYD製の電気自動車（EV）の小型バスを2台導入し、同年3月より運行を開始した。2024年3月時点で大型バス2台を含む6台の電気バスを運用している。

### 高速・観光バス
夜行高速バス車両は、導入当初はスーパーハイデッカーであったが、座席配列が2列-1列となっていた。その後、奈良 - 福岡線の運行開始時に導入された車両では一部の座席が独立3列シートになっており、その後の車両更新時には全席独立3列シート仕様で導入された。2000年代に入り2階建て車が投入される一方で、コスト削減の観点から他の車両はハイデッカーへ変更されている。昼行高速バス車両はハイデッカーでトイレ付き、空港リムジン仕様の車両と共用する。車種は2階建て車を除き日野車である。
観光バスは、事業規模が大きく車両の種類も様々である。塗装は、日野・スケルトンRSを採用した際のデザインを現在も使用している。車種は日野・いすゞ製だが、一時期はほぼ日野に統一されていた。三菱ふそう製の車両は現在登録されていない。なお貸切バス車に搭載のTVモニターは全てパナソニック製であった（岩手県交通・岩手県北バスも同じ）。

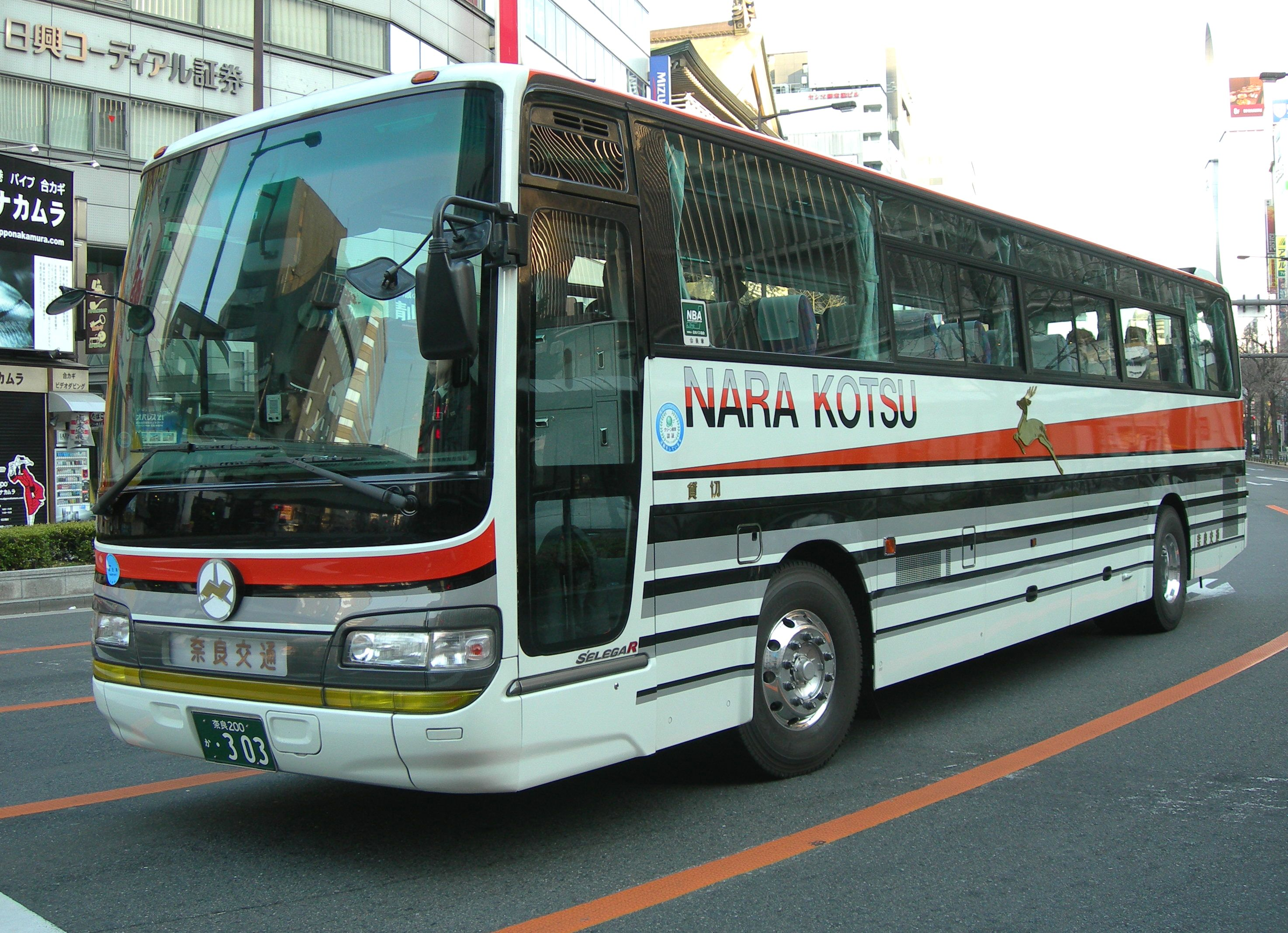
貸切車
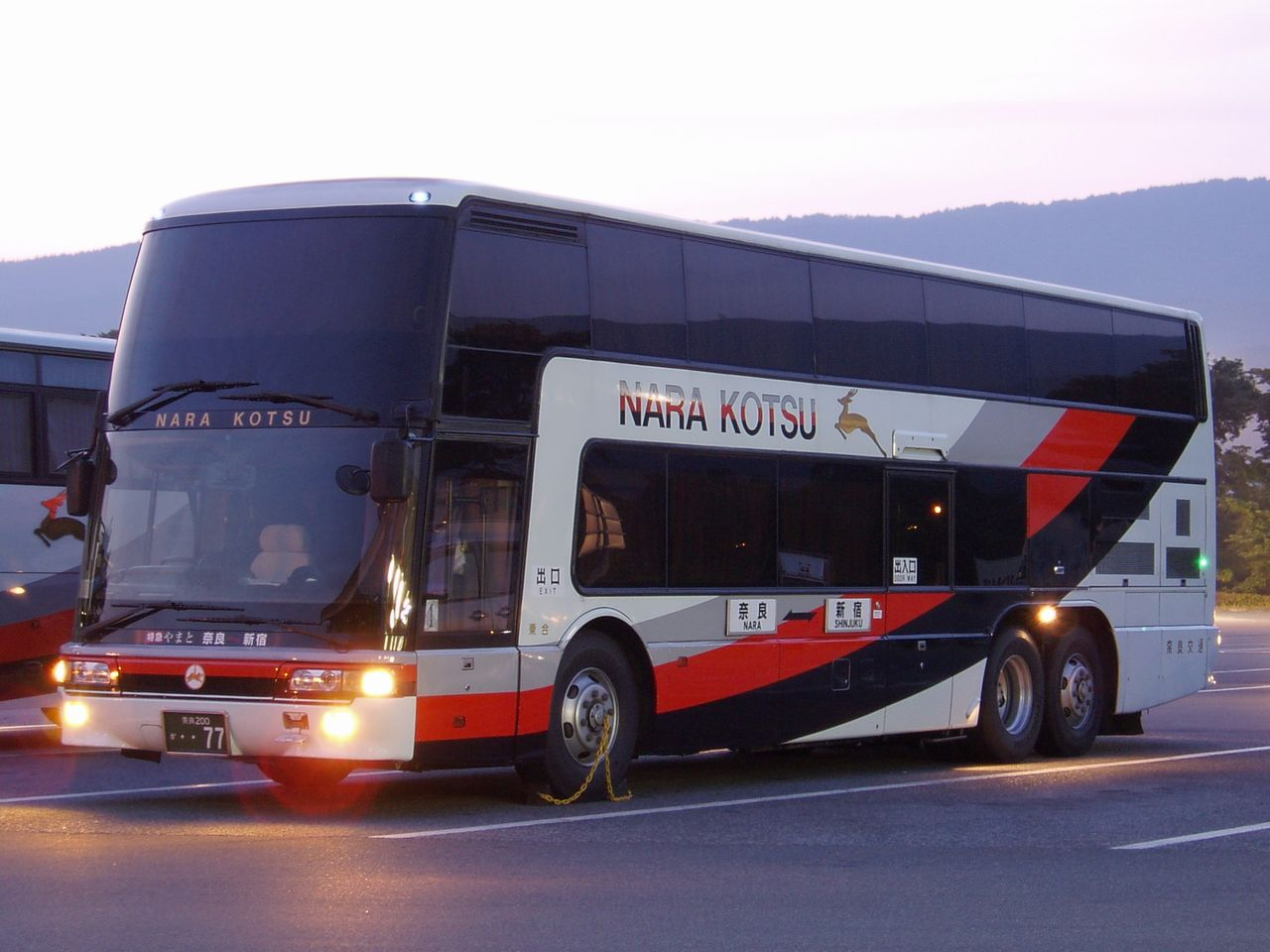
二階建て車両
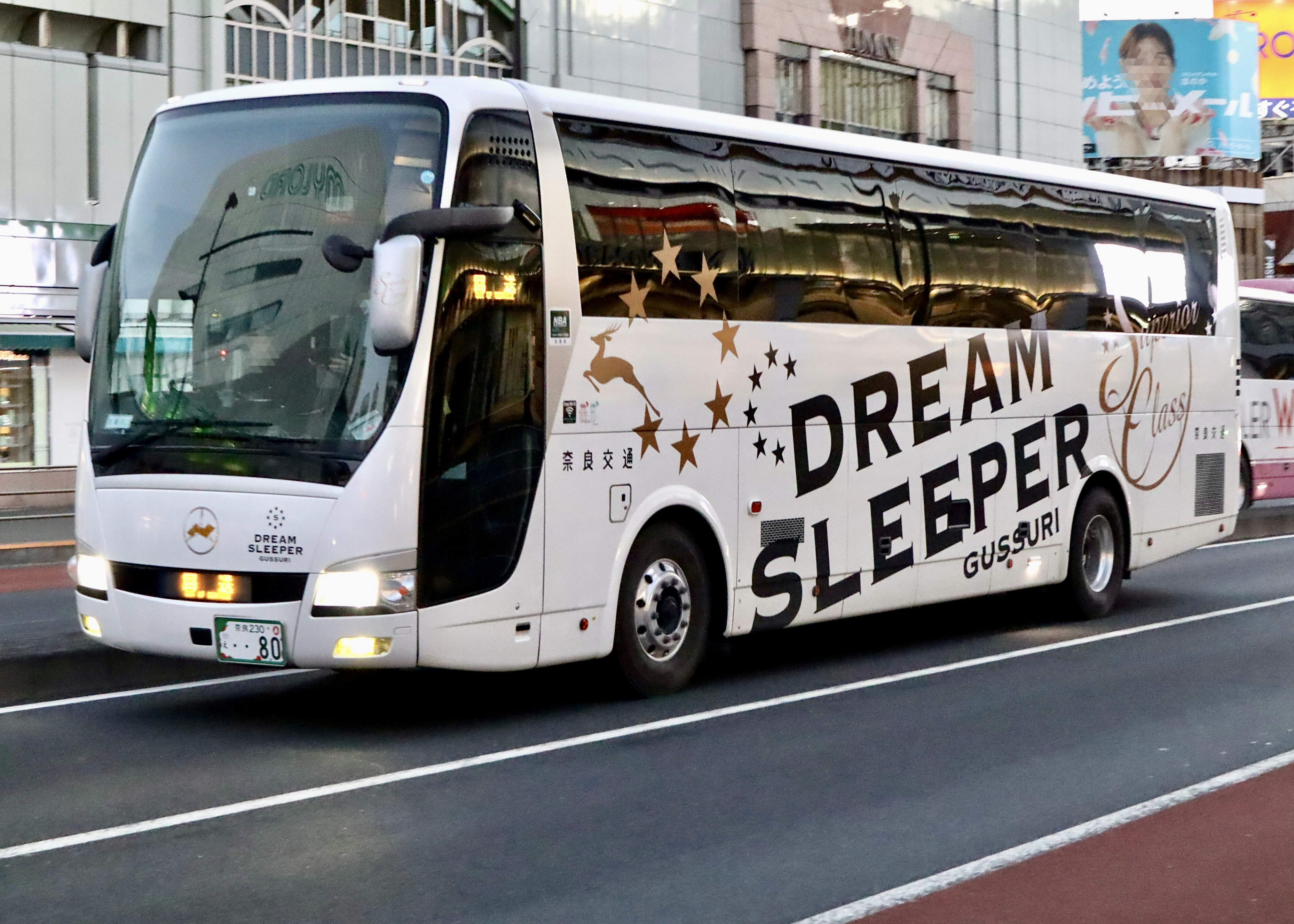
ドリームスリーパー専用車

## 関連事業
奈良交通がバス事業のほかに、関連事業として運営している主なものは以下のとおり。店舗などの詳細は、公式サイトの関連事業およびグループ会社を参照。
飲食店
- ベーカリーレストランサンマルク（サンマルクカフェとは異なる）：学園前・橿原
- ミスタードーナツ：奈良県（10店舗）、京都府（2店舗、京都市伏見区・京田辺市）、大阪府（2店舗、東大阪市・松原市）

道の駅の運営（いずれも指定管理者として運営）
- 道の駅宇陀路 大宇陀（奈良県宇陀市）
- 道の駅レスティ唐古・鍵（奈良県磯城郡田原本町）

## 関連会社

### 現在
出典:
連結子会社
- エヌシーバス株式会社（奈良市：奈良交通より移管した路線のバスの運行、貸切バス事業）
- 奈良近鉄タクシー株式会社（奈良市）
- 奈交サービス株式会社（奈良市）
- 奈交自動車整備株式会社（奈良市）
- 奈良郵便輸送株式会社（奈良市）

非連結子会社
- 新若草山自動車道株式会社（奈良市：奈良奥山ドライブウェイ管理）

非持分法適用関連会社
- 十津川観光開発株式会社（吉野郡十津川村）

### 過去
- 三都交通株式会社
- 株式会社竜田タクシー
  - 上記2社は2018年に奈良近鉄タクシーが吸収合併。
- 奈良イエローハット株式会社 - イエローハット・京都イエローハットに事業譲渡後、奈交自動車整備が吸収合併。